# USS South Dakota (BB-57)
O USS South Dakota foi um couraçado operado pela Marinha dos Estados Unidos e a primeira embarcação da Classe South Dakota, seguido pelo USS Indiana, USS Massachusetts e USS Alabama. Sua construção começou em julho de 1939 nos estaleiros da New York Shipbuilding Corporation e foi lançado ao mar em junho de 1941, sendo comissionado na frota norte-americana em março do ano seguinte. Era armado com uma bateria principal composta por nove canhões de 406 milímetros montados em três torres de artilharia triplas, tinha um deslocamento carregado de pouco mais de 45 mil toneladas e conseguia alcançar uma velocidade máxima de 27 nós (cinquenta quilômetros por hora).
O South Dakota iniciou seu serviço no meio da Segunda Guerra Mundial e foi imediatamente enviado para reforçar a Campanha de Guadalcanal, participando da Batalha das Ilhas Santa Cruz em outubro de 1942 e da Batalha Naval de Guadalcanal no mês seguinte. Nesta última, sofreu problemas elétricos que prejudicaram sua capacidade de enfrentar o inimigo e se tornou alvo de vários navios japoneses, sendo atingido mais de vinte vezes, porém não correu risco de ser afundado. O couraçado retornou para os Estados Unidos e seus reparos foram finalizados em fevereiro de 1943, depois do qual foi enviado para reforçar a Frota Doméstica britânica na escolta de comboios para a União Soviética.
A embarcação retornou para o Oceano Pacífico em meados de 1943 e operou principalmente na escolta da Força Tarefa de Porta-Aviões Rápidos, contribuindo seu armamento antiaéreo para sua defesa. Nesta capacidade participou das campanhas das Ilhas Gilbert e Marshall, Ilhas Marianas e Palau e Filipinas, além das Batalhas de Iwo Jima e Okinawa e três operações de bombardeio contra o Japão. A guerra terminou em agosto e o South Dakota inicialmente participou da ocupação do país antes de retornar para os Estados Unidos no mês seguinte. Ele foi descomissionado em janeiro de 1947 e mantido na reserva naval até junho de 1962, quando foi descartado pela marinha e desmontado.

## Características

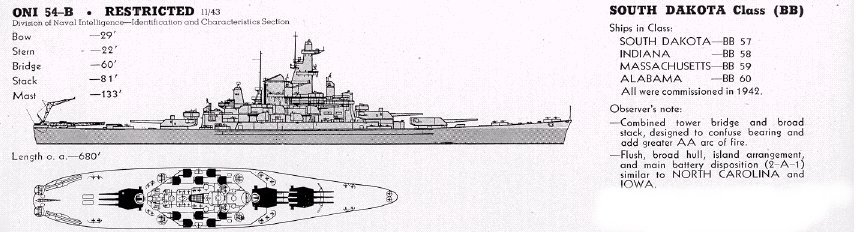
Desenho da Classe South Dakota

A Classe South Dakota foi encomendada no contexto de um rearmamento naval global que se seguiu ao colapso do sistema do Tratado Naval de Washington, que tinha controlado a construção de couraçados nas décadas de 1920 e 1930. Couraçados sob os termos dos tratados tinham um deslocamento padrão limitado a 36 mil toneladas e bateria principal de canhões de até 356 milímetros. O Japão abandonou os tratados em 1936 e os Estados Unidos decidiu invocar a "cláusula de escalonamento" do Segundo Tratado Naval de Londres, que permitia deslocamentos de até 46 mil toneladas e armamentos de até 410 milímetros. Objeções por parte do Congresso sobre o aumento no tamanho dos navios forçou a equipe de projeto a tentar manter o deslocamento o mais próximo possível das 36 mil toneladas, ao mesmo tempo que incorporavam armas maiores e blindagem suficiente para se proteger de armas do mesmo calibre.
O South Dakota tinha 207,3 metros de comprimento, boca de 32,97 metros e calado de 10,69 metros. Possuía um deslocamento padrão de 38 580 toneladas, mas esse valor podia chegar a 45 233 toneladas quando totalmente carregado com suprimentos de combate. Seu sistema de propulsão tinha oito caldeiras Babcock & Wilcox alimentadas por óleo combustível que impulsionavam quatro conjuntos de turbinas a vapor General Electric, cada uma girando uma hélice, que chegavam a produzir um total de 131,9 mil cavalos-vapor (97 mil quilowatts) de potência. O South Dakota era capaz de alcançar uma velocidade máxima de 27,5 nós (50,9 quilômetros por hora) e tinha uma autonomia de quinze mil milhas náuticas (28 mil quilômetros) a uma velocidade de quinze nós (28 quilômetros por hora). Sua tripulação era de 1 793 oficiais e marinheiros em tempos de paz, mas chegava a 2 500 em tempos de guerra. Também era equipado com duas catapultas no convés da popa e três hidroaviões Vought OS2U Kingfisher para ações de reconhecimento.

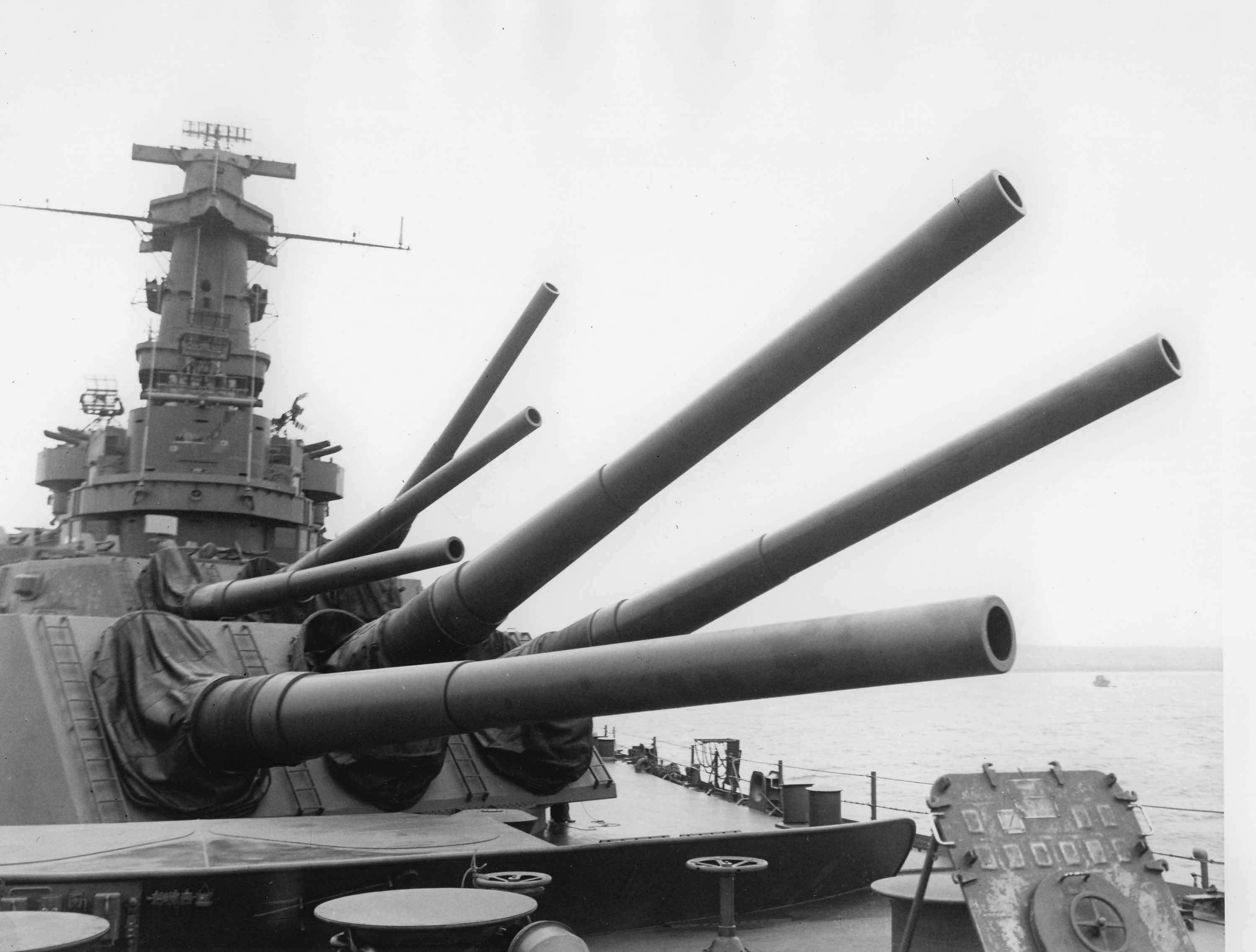
Os canhões dianteiros do South Dakota

A bateria principal do South Dakota consistia em nove canhões Marco 6 calibre 45 de 406 milímetros. Estes eram montados em três torres de artilharia triplas, duas localizadas na frente da superestrutura, com a segunda torre sobreposta à primeira, enquanto a terceira na popa. Seu armamento secundário tinha dezesseis canhões de duplo-propósito calibre 38 de 127 milímetros montados em oito torres de artilharia duplas, instaladas quatro em cada lado da superestrutura. Isto era duas torres a menos que seus irmãos, uma redução de peso e espaço de depósito de munição a fim de acomodar o pessoal e equipamentos extras para uso como capitânia. Como originalmente projetado, a embarcação contaria com uma bateria antiaérea de vinte canhões calibre 75 de 28 milímetros e doze metralhadoras M2 Browning calibre 50 de 12,7 milímetros, porém isso foi considerado insuficiente e alterado para 28 canhões Bofors de 40 milímetros em montagens quádruplas, 28 canhões de 28 milímetros também em montagens quádruplas, 34 canhões Oerlikon de 20 milímetros em montagens únicas e oito metralhadoras. O cinturão de blindagem tinha 310 milímetros de espessura, enquanto o convés era protegido por uma blindagem de até 152 milímetros. As torres de artilharia eram protegidas por 457 milímetros na frente e ficavam em cima de barbetas de 439 milímetros de espessura. A torre de comando tinha laterais de 406 milímetros.

### Modificações
O South Dakota recebeu várias modificações no decorrer de sua carreira, principalmente adições à sua bateria antiaérea e diferentes tipos de conjuntos de radares. A primeira adição foi a instalação ainda em 1941 de um radar de varredura aérea SC, que foi colocado no mastro dianteiro. Este foi depois substituído por um conjunto SK. Por volta da mesma época um radar de varredura de superfície SG foi instalado na dianteira da superestrutura, enquanto um segundo conjunto SG foi colocado no mastro principal depois de experiências adquiridas na Campanha de Guadalcanal em 1942. Neste ano o navio também recebeu um radar de controle de disparo Marco 3 montado em sua torre de comando a fim de ajudar na direção de sua bateria principal, mais também radares Marco 4 para sua bateria secundária. O modelo Marco 3 foi rapidamente substituído pelo mais moderno Marco 8 e conjuntos Marco 12/22 foram posteriormente instalados no lugar dos modelos Marco 4. O South Dakota também recebeu um disruptor TDY. Suas lunetas de avistamento foram substituídas em 1945 por conjuntos de radar de microondas Marco 27, recebendo um radar de varredura aérea SR e uma antena de varredura aérea SK-2.
A bateria antiaérea leve da embarcação foi gradualmente expandida. Mais oito metralhadoras de 12,7 milímetros foram instaladas em novembro de 1942, enquanto duas de suas montagens quádruplas de 28 milímetros foram substituídas por montagens quádruplas de 40 milímetros no final de 1942 e início de 1943. Todas as suas armas de 28 milímetros foram removidas em fevereiro de 1943 e mais 52 canhões de 40 milímetros em treze montagens quádruplas foram adicionadas no lugar. Nessa altura o número total de suas armas de 20 milímetros tinha aumentado para oitenta, todas em montagens únicas. Oito desses canhões foram removidos até o final da guerra.

## História

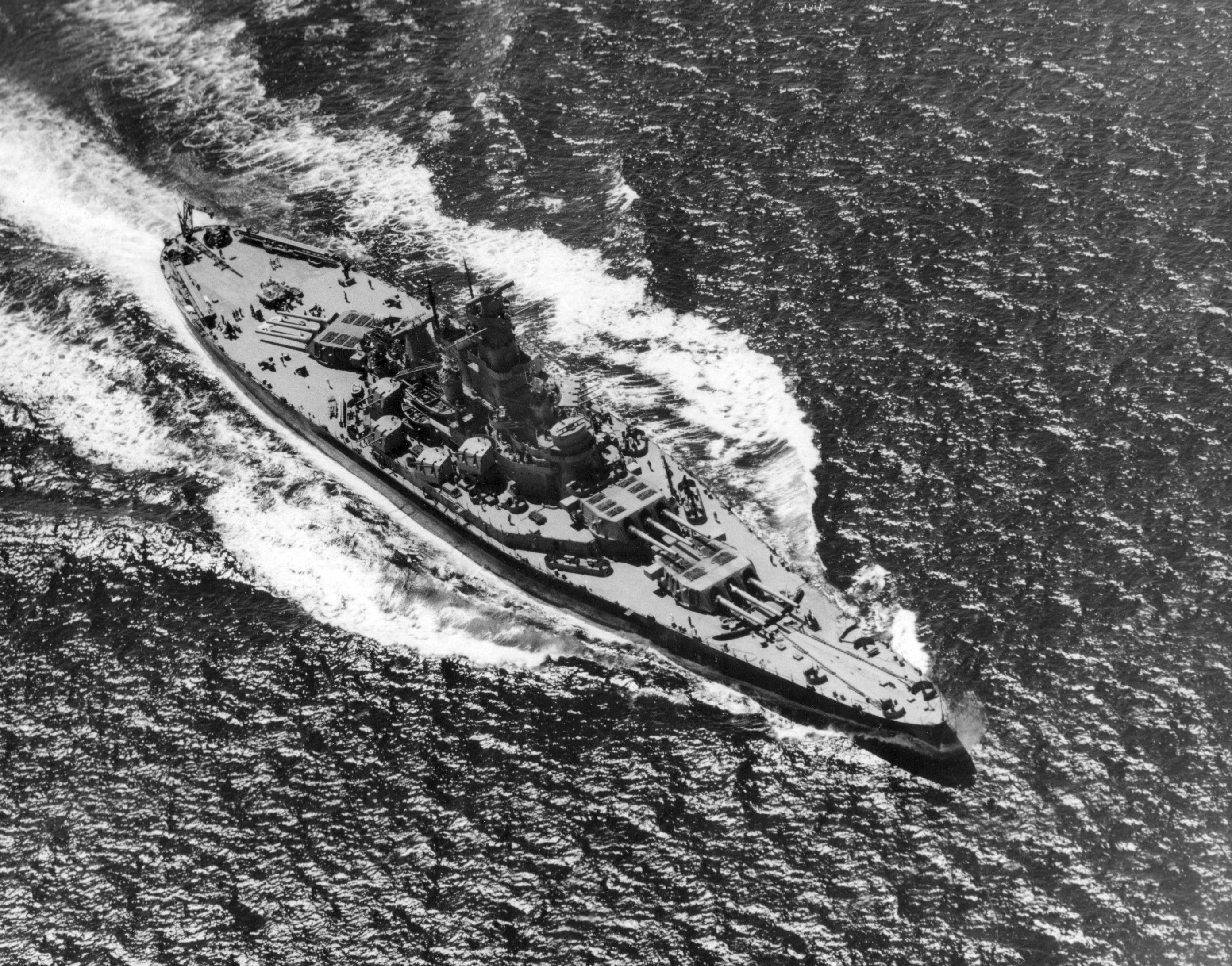
O South Dakota durante seu cruzeiro de testes em julho de 1942

O batimento de quilha do South Dakota ocorreu em 5 de julho de 1939 nos estaleiros da New York Shipbuilding Corporation em Camden, em Nova Jérsei. Ele foi lançado ao mar durante uma cerimônia em 7 de junho de 1941, quando foi batizado por Vera C. Bushfield, esposa de Harlan J. Bushfield, o Governador da Dakota do Sul. O couraçado foi comissionado na frota norte-americana em 20 de março de 1942. Ele então foi rebocado para a outra margem do rio a fim de passar por seu processo de equipagem no Estaleiro Naval da Filadélfia. Seu primeiro oficial comandante foi o capitão Thomas Leigh Gatch. A equipagem terminou em 14 de maio e pelos dois dias seguintes o South Dakota realizou testes de seu maquinário no rio Delaware, com mais trabalhos de equipagem ocorrendo até 3 de junho. Dois dias depois iniciou seu cruzeiro de testes, sendo escoltando por quatro contratorpedeiros devido à ameaça de submarinos alemães operando próximos na Costa Leste dos Estados Unidos. Treinamentos na área continuaram até 17 de julho e no dia seguinte o couraçado partiu para Hampton Roads, na Virgínia, com seus contratorpedeiros de escolta. De lá seguiu para o norte a fim de se encontrar com o couraçado USS Washington no litoral do Maine, atracando na Baía de Casco em 21 de julho. Realizou no local mais exercícios e treinamentos de disparo antes de navegar de volta para a Filadélfia, sendo declarado pronto para o serviço ativo no dia 26.

### Guadalcanal
Nessa momento da Segunda Guerra Mundial, a batalha entre as forças norte-americanas e japoneses se intensificou na Campanha de Guadalcanal, especialmente depois da derrota Aliada na Batalha da Ilha Savo. O almirante Ernest King, o Chefe de Operações Navais, ordenou que o South Dakota, Washington, o cruzador rápido USS Juneau e seis contratorpedeiros fossem para o sul do Oceano Pacífico com o objetivo de reforçar a frota norte-americana. O contra-almirante Willis Lee assumiu o comando das embarcações, designadas em 14 de agosto como a Divisão de Couraçados 6, tendo o South Dakota como sua capitânia. O navio partiu no dia seguinte com três contratorpedeiros de escolta, mas seu progresso foi atrasado por problemas nos seus motores que necessitaram reparos que só foram finalizados na manhã seguinte. Ele navegou pelo Mar do Caribe, com Lee dispensando os contratorpedeiros, atravessando o Canal do Panamá e encontrando com outros três contratorpedeiros após sair do canal no Pacífico.
O South Dakota se encontrou com o Juneau no final de agosto enquanto ainda seguia para a área de Guadalcanal, com as embarcações prosseguindo até Nukuʻalofa, na ilha de Tongatapu, onde chegaram em 4 de setembro. Os navios reabasteceram e partiram dois dias depois, porém o South Dakota bateu em um recife de coral não mapeado na Passagem de Lahai e ficou danificado. Mergulhadores do navio de reparos USS Vestal inspecionaram o casco e descobriram que 46 metros de placas tinham sido danificadas Trabalhadores do Vestal realizaram reparos temporários, o que permitiu que o couraçado seguisse em 12 de setembro para Pearl Harbor, no Havaí, onde reparos permanentes seriam realizados. Ele juntou-se ao porta-aviões USS Saratoga, que tinha sido torpedeado por um submarino japonês, e suas escoltas para a viagem. Os reparos ocorreram entre 23 e 28 de setembro, com os trabalhos também incluindo a remoção de seus canhões de 28 milímetros e adição de mais canhões de 40 e 20 milímetros.
O navio embarcou munição e suprimentos e foi considerado pronto em 12 de outubro. Realizou treinamentos antiaéreos no dia seguinte até retornar para a Pearl Harbor no dia 14. Partiu de volta para o sul do Pacífico mais tarde no mesmo dia junto com a Força Tarefa 16, centrada ao redor do porta-aviões USS Enterprise, mais nove contratorpedeiros de escolta. O vice-almirante William Halsey, o Comandante da Área do Pacífico Sul, ordenou que as embarcações procurassem por forças navais japonesas ao norte das Ilhas Santa Cruz antes de seguirem para o sudoeste em direção das Ilhas Salomão com o objetivo de bloquear o caminho para Guadalcanal. Para esta operação a Força Tarefa 16 recebeu o reforço da Força Tarefa 17, centrada no porta-aviões USS Hornet, que foram combinadas para forçar a Força Tarefa 61 sob o comando do contra-almirante Thomas C. Kinkaid. Esta força tinha o apoio de Lee na Força Tarefa 64, formada pelo Washington, dois cruzadores pesados, dois cruzadores rápidos e seis contratorpedeiros.

#### Ilhas Santa Cruz

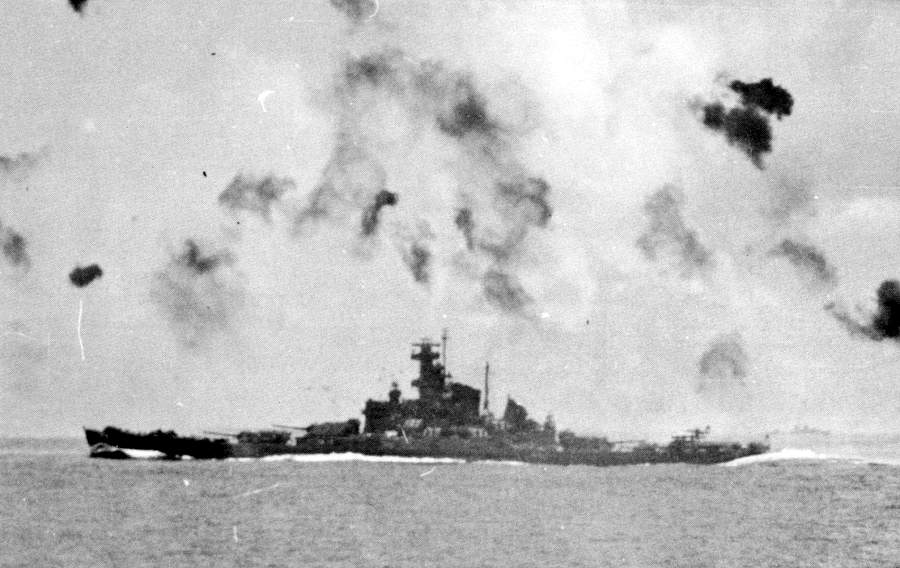
O South Dakota disparando sua bateria antiaérea durante a Batalha das Ilhas Santa Cruz em 26 de outubro de 1942

Aeronaves de reconhecimento norte-americanas e japonesas descobriram as frotas inimigas em 25 de outubro, com o South Dakota preparando-se para uma batalha de superfície noturna, porém o antecipado ataque japonês não ocorreu. Os aviões de reconhecimento japoneses que haviam avistado a força de Lee ao leste da Ilha Rennell direcionaram sua frota nessa direção, para longe da Força Tarefa 61. Aeronaves do Enterprise localizaram os porta-aviões japoneses na manhã seguinte minutos antes de um hidroavião japonês localizar a Força Tarefa 61; ambos os lados lançaram ataques aéreos imediatamente, iniciando a Batalha das Ilhas Santa Cruz. A primeira onda japonesa atacou o grupo do Hornet, infligindo danos sérios ao porta-aviões e forçando-o a recuar, porém o South Dakota e o Enterprise não foram atacados. A retirada do Hornet permitiu que os japoneses concentrassem seus ataques no grupo do Enterprise.
A segunda onda de ataque japonesa acertou o grupo do Enterprise pouco depois das 10h00min, com o South Dakota proporcionando artilharia antiaérea para combater os inimigos. Os navios abateram sete aeronaves japonesas e a patrulha de combate aéreo reivindicou mais três. Uma terceira onda atacou a força tarefa uma hora depois, com um grupo de torpedeiros Nakajima B5N atacando o South Dakota às 11h48min. O couraçado desviou dos torpedos e derrubou um dos aviões. Uma quarta onda chegou meia-hora depois, desta vez com vários bombardeiros de mergulho Aichi D3A atacando o South Dakota. A maioria das bombas errou e caiu no mar, mas uma acertou o teto de sua primeira torre de artilharia principal, porém explodiu sem penetrar na blindagem. Gatch, que estava nas asas da ponte a fim de avistar os aviões para que pudesse manobrar seu navio de acordo, foi ferido pelos estilhaços da bomba e a concussão da explosão o jogou contra uma parede e o deixou inconsciente. Dois tripulantes foram mortos pelos fragmentos da bomba, com mais de cinquenta ficando feridos. Os estilhaços dessa bomba também danificaram o canhão central e o esquerdo da segunda torre de artilharia. Os tripulantes da torre foram depois informados pelo Escritório de Artilharia que os sulcos nos canos das armas eram profundos o suficiente que os canhões não deveriam ser disparados.

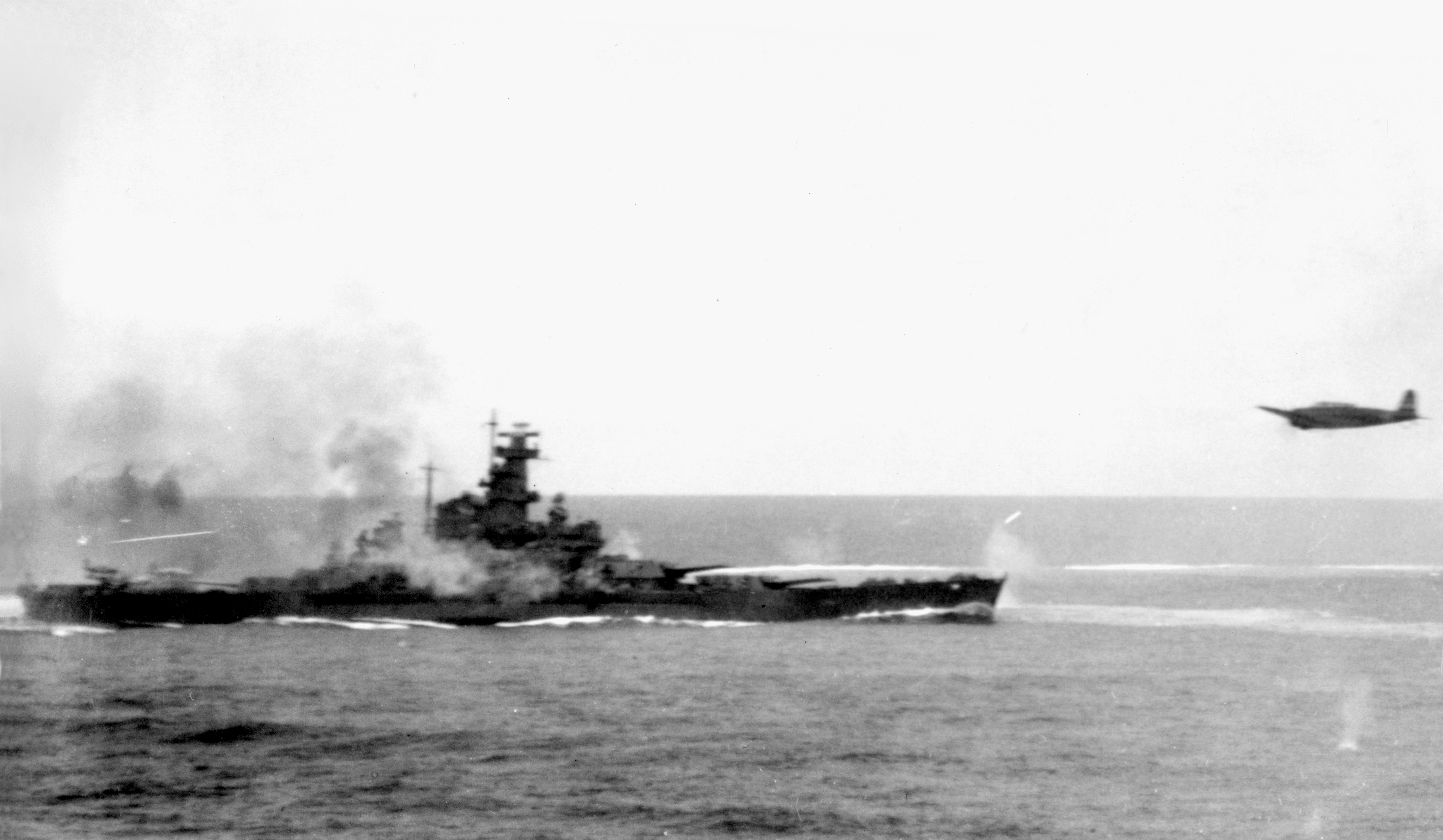
O South Dakota atacando um Nakajima B5N durante a Batalha das Ilhas Santa Cruz em 26 de outubro de 1942

Uma falha de comunicação na transferência do controle de direção para a posição do oficial executivo fez o South Dakota sair de formação e brevemente navegar em direção ao Enterprise antes que o oficial executivo corrigisse o erro. As duas frotas encerraram o confronto à medida que a noite se aproximava. Os artilheiros do couraçado reivindicaram terem abatido 26 aeronaves japonesas, porém apenas treze foram realmente derrubadas por todos os navios combinados da Força Tarefa 16. A embarcação sofreu duas mortes e aproximadamente sessenta feridos entre o acerto da bomba e metralhadas dos caças Mitsubishi A6M Zero. A eficácia de sua artilharia antiaérea foi exagerada na imprensa pós-batalha; os canhões de 127, 40 e 28 milímetros tiveram dificuldades em rastrear os inimigos através das nuvens baixas. Por outro lado, as armas de 20 milímetros, com seu alcance efetivo menor, não foram prejudicadas pela visibilidade reduzida e foram responsáveis por dois terços dos aviões abatidos pelo navio, segundo seu relatório.
Os porta-aviões japoneses sobreviveram, porém o Hornet foi seriamente danificado e precisou ser deliberadamente afundado. Os japoneses mesmo assim perderam 99 aeronaves, quase metade do complemento aéreo de seus porta-aviões, devastando sua aviação naval, que dependia de um número pequeno de veteranos altamente treinados que não podiam ser facilmente substituídos. O South Dakota colidiu com o contratorpedeiro USS Mahan em 30 de outubro enquanto tentava evitar contato com um submarino na viagem de volta para Nouméa. Os dois sofreram danos significativos, com a proa do Mahan sendo entortada e amassada. Ambos continuaram até Nouméa, onde o Vestal consertou os danos de colisão e batalha do couraçado.
A equipe de reparos inundou alguns compartimentos internos do South Dakota para criar um adernamento e expor as placas danificadas do casco. Os trabalhos duraram de 1º a 6 de novembro, com Gatch voltando aos seus deveres no dia 5. Nessa altura o Enterprise era o único porta-aviões Aliado ativo no Pacífico, assim Halsey ordenou que o Washington se juntasse ao South Dakota como parte da força de escolta do porta-aviões. A Força Tarefa 16 passou a consistir no South Dakota, Washington, Enterprise, o cruzador pesado USS Northampton e nove contratorpedeiros. Eles partiram em 11 de novembro para retornarem à Guadalcanal. O cruzador pesado USS Pensacola e mais dois contratorpedeiros juntaram-se no dia seguinte. Halsey soube no dia 13 que um grande ataque japonês era iminente, assim destacou os dois couraçados e quatro contratorpedeiros para formarem o Grupo de Tarefas 16.3 sob o comando de Lee a bordo do Washington. O elevador de aeronaves dianteiro do Enterprise tinha sido danificado na Batalha das Ilhas Santa Cruz e assim ele foi mantido ao sul na reserva. O objetivo do Grupo de Tarefas 16.3 era bloquear o antecipado grupo de bombardeio japonês próximo de Guadalcanal.

#### Segunda Batalha Naval
O grupo de tarefas de Lee aproximou-se de Guadalcanal ao mesmo tempo que a principal força do almirante Nobutake Kondō; a força japonesa era formada pelo couraçado rápido Kirishima, os cruzadores pesados Takao e Atago e um grupo de contratorpedeiros de escolta. O Grupo de Tarefas 16.3 foi redesignado como Força Tarefa 64 em 14 de novembro. As embarcações passaram ao sul de Guadalcanal e então fizeram a volta pela extremidade ocidental da ilha para bloquear a rota esperada de Kondō. Aeronaves japonesas avistaram a formação de Lee, porém a identificação dos navios variou desde um grupo de cruzadores e contratorpedeiros até porta-aviões, criando confusão dentre os comandantes japoneses. Aeronaves de reconhecimento norte-americanas avistaram as embarcações japonesas durante a tarde, próximas da Ilha Savo, fazendo com que Lee ordenasse que seus navios se preparassem para batalha. Os quatro contratorpedeiros foram dispostos na frente dos dois couraçados. A força norte-americana, por ter sido juntada no dia anterior, nunca tinha operado como unidade, com ambos os couraçados tendo pouco experiência no disparo de sua bateria principal, especialmente a noite.
A força de vanguarda de contratorpedeiros japoneses, comandada pelo contra-almirante Shintarō Hashimoto, que tinha sido enviada na frente da força principal, avistou os navios de Lee aproximadamente às 23h00min e voltou para avisar Kondō, enquanto o radar de varredura do Washington captou um cruzador e um contratorpedeiro inimigos por volta do mesmo momento. Os radares de controle de disparo das embarcações começaram a rastrear os japoneses e Lee ordenou que seus dois couraçados abrissem fogo quando prontos. O Washington disparou primeiro com sua bateria principal às 23h17min a uma distância de aproximadamente dezesseis quilômetros, com o South Dakota abrindo fogo pouco depois, porém este estava limitado a apenas quatro de seus seis canhões dianteiros devido aos danos que tinha sofrido na Batalha das Ilhas Santa Cruz. O South Dakota inicialmente atacou o contratorpedeiro Shikinami, mas errou, permitindo que o navio japonês imediatamente virasse para abrir distância. O couraçado então atacou os contratorpedeiros Ayanami e Uranami; seus vigias afirmaram que o navio acertou os dois alvos e iniciou incêndios, mas na realidade não houve acertos. O Ayanami acabou se aproximando muito do Washington e foi rapidamente atingido e incendiado, sendo deliberadamente afundado depois.
Pouco tempo depois, por volta das 23h30min, um erro no quadro elétrico derrubou toda a energia a bordo do South Dakota, desativando seus sistemas de radares e deixando o navio praticamente cego diante das embarcações japonesas que se aproximavam. Os navios de Hashimoto nesse momento já tinham infligido danos sérios aos contratorpedeiros norte-americanos, com dois tendo sido torpedeados e um terceiro afundado por artilharia. Isto piorou os problemas do South Dakota, pois ele precisou desviar dos destroços em chamas dos contratorpedeiros. O couraçado foi forçado a desviar pela frente dos navios em chamas, o que fez com que o fogo iluminasse sua silhueta e o destacasse para os japoneses. Ele atacou a força de Hashimoto às 23h40min com sua torre de artilharia de ré, o que acidentalmente incendiou seus Kingfisher, porém um segundo disparo derrubou dois dos três hidroaviões no mar e apagou o incêndio do terceiro. A energia foi restaurada logo em seguida e o couraçado disparou cinco salvos com sua bateria principal a uma distância de apenas 5,3 quilômetros, porém a onda de choque dos disparos causou mais falhas elétricas, incapacitando seus radares de artilharia e varredura por cinco minutos pouco depois da meia-noite do dia 14. O South Dakota, assim que seus radares foram reativados, detectou vários navios japoneses diretamente à frente. Era a força de Kondō e este imediatamente lançou vários torpedos na direção do couraçado, mas todos erraram.
O South Dakota inadvertidamente aproximou-se até 4,6 quilômetros de distância da força de Kondō. Os contratorpedeiros japoneses o iluminaram e o resto das embarcações concentraram seus disparos no couraçado. Ele foi atingido 27 vezes nesse momento, incluindo um projétil de 356 milímetros do Kirishima que acertou sua torre de artilharia de ré; este não penetrou na blindagem mas danificou seu equipamento de rotação. A maioria dos acertos foram de armas de médio calibre dos cruzadores e contratorpedeiros que confinaram-se principalmente na superestrutura, onde não ameaçavam a sobrevivência do navio. Isto mesmo assim causou danos significativos, destruindo conjuntos de radares, desativando sistemas de rádios e derrubando outros sistemas, o que segundo Lee deixou o South Dakota "surdo, mudo, cego e impotente".
Os japoneses não perceberam  a presença do Washington, permitindo que ele atacasse o Kirishima sem qualquer interrupção. O South Dakota disparou dois ou três salvos contra o navio japonês seguinte na linha e então atacou o Kirishima também, disparando cinco salvos antes de checar seus disparos pois seu equipamento de controle de disparo tinha sido incapacitado. Sua bateria secundária continuou disparando. O Washington rapidamente infligiu danos fatais ao couraçado japonês, destruindo duas de suas quatro torres de artilharia principais, perfurando-o abaixo da linha d'água e iniciando vários incêndios. Kondō virou seus navios pouco depois da meia-noite para colocá-los de volta em distância de torpedos e deixou o Kirishima navegando fora de controle. Os japoneses cessaram fogo às 00h05min e o South Dakota aumentou sua velocidade para 27 nós três minutos depois. Seus rádios tinham sino inutilizados pelos disparos, impedindo Gatch de se comunicar com Lee, assim ele virou seu navio para o sul e recuou. Um acerto abaixo da linha d'água causou pequenas inundações e um adernamento de 0,75 graus, mas este foi rapidamente corrigido. Os incêndios causados pelos acertos foram extinguidos até 1h55min. O navio conseguiu restaurar contato com o Washington por volta das 2h00min e Gatch informou Lee sobre a condição de seu navio, com este ordenando sua retirada em alta velocidade. A tripulação sofreu muitas baixas, tendo quarenta mortos e 180 feridos. Dentre os feridos estava Calvin Graham de 12 anos de idade, que tinha mentido sobre sua idade para poder se alistar; ele foi o norte-americano mais jovem a lutar na guerra. O South Dakota entrou em formação novamente com o Washington e os contratorpedeiros USS Benham e USS Gwin às 9h00min e deixaram a área. O navio foi condecorado com a Comenda de Unidade da Marinha por seu papel na batalha.

### Reparos e Atlântico

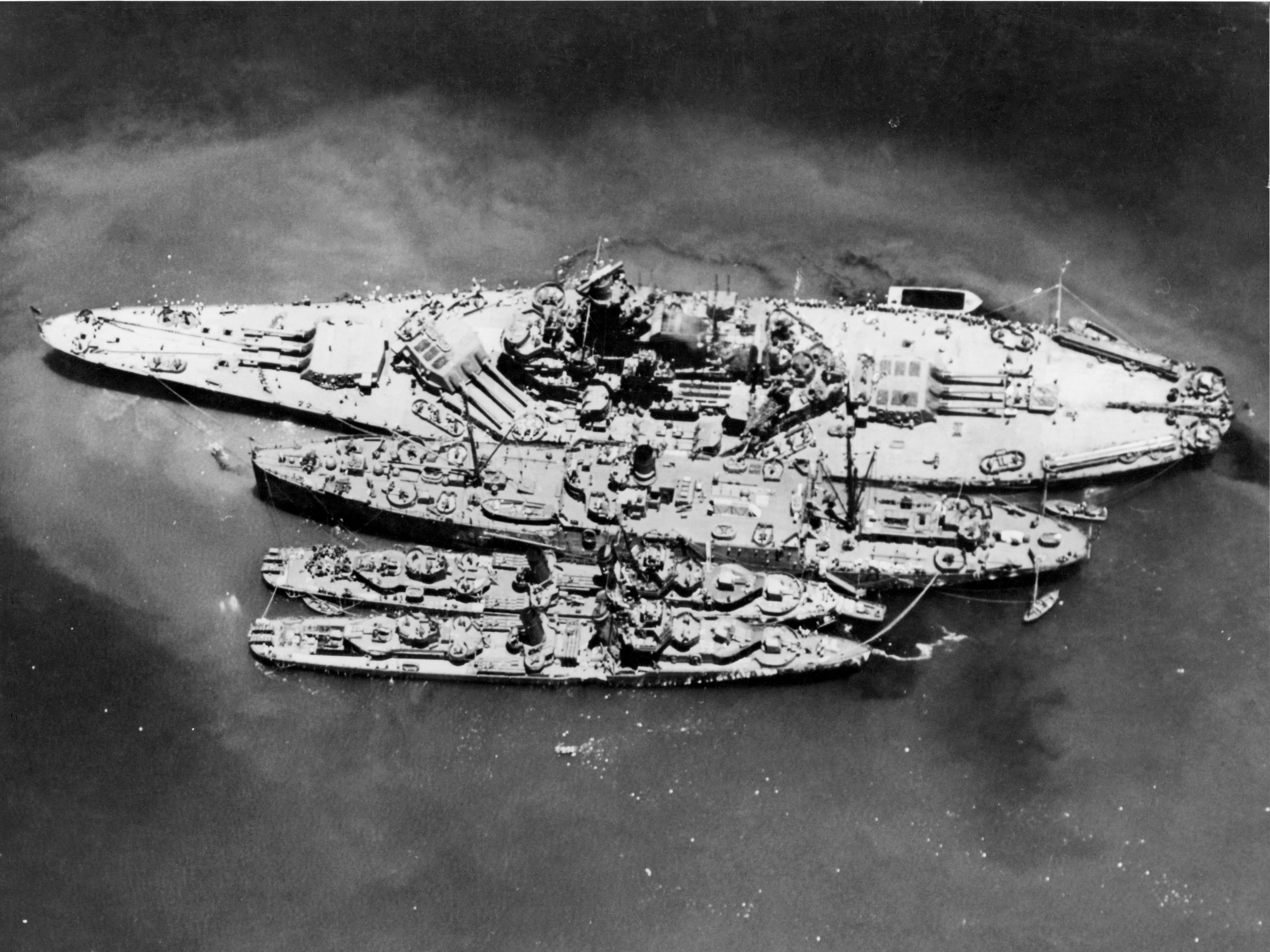
O South Dakota ancorado ao lado do navio de reparos Prometheus e dos contratorpedeiros Mahan e Lamson em novembro de 1942 após Guadalcanal

O South Dakota e o Washington recuaram para Nouméa, onde chagaram em 17 de novembro. O navio de reparos USS Prometheus consertou alguns dos danos do couraçado até 25 de novembro. Durante esse período ele também recebeu substitutos para os Kingfisher perdidos na batalha. O navio partiu para Nukuʻalofa na companhia de dois contratorpedeiros de escolta. Eles reabasteceram no local dois dias depois e continuaram viagem, com os contratorpedeiros sendo destacados para voltarem para a frota em 29 de novembro. O South Dakota navegou rumo nordeste até o Canal do Panamá, onde chegou em 11 de dezembro. Reabasteceu no lado do Pacífico do canal, atravessando-o e viajando norte para Nova Iorque. Dois contratorpedeiros de escolta o acompanharam no Atlântico.
O navio entrou em uma doca seca no Estaleiro Naval de Nova Iorque a fim de passar por reparos e reformas. O South Dakota foi celebrado pela imprensa norte-americana e creditado erroneamente pela vitória em Guadalcanal em vez do Washington, mesmo com sua performance ruim durante o confronto. Por motivos de segurança ele foi chamado de "Couraçado X". O capitão Lynde D. McCormick substituiu Gatch em 1º de fevereiro de 1943 e a embarcação voltou para o mar em 25 de fevereiro a fim de passar por testes marítimos. Em março iniciou operações no norte do Oceano Atlântico com o porta-aviões USS Ranger. A Frota Doméstica britânica estava para enviar couraçados ao Mar Mediterrâneo em apoio à invasão Aliada da Sicília, assim o South Dakota foi despachado para reforçar a frota em Scapa Flow. Sua principal responsabilidade nesse período era proteger os Comboios do Ártico enviados para a União Soviética pelo Mar Ártico. Uma poderosa esquadra alemã que tinha os couraçados Scharnhorst e Tirpitz mais vários cruzadores pesados ameaçava esses comboios.
A contribuição norte-americana foi designada Força Tarefa 61, comandada pelo contra-almirante Olaf M. Hustvedt, consistindo no South Dakota, seu irmão USS Alabama e cinco contratorpedeiros. Eles chegaram em Scapa Flow em 19 de maio e juntaram-se aos couraçados britânicos HMS Duke of York e HMS Anson, operando pelos três meses seguintes. Os navios protegeram comboios indo e voltando entre Reino Unido e União Soviética e em julho realizaram uma demonstração com o objetivo de distrair a atenção dos alemães durante a invasão da Sicília, porém estes não perceberam sua presença. O South Dakota foi chamado de volta para Norfolk, na Virgínia, com cinco contratorpedeiros como escolta no final do mês, chegando em 1º de agosto. Ao chegar o contra-almirante Edward Hanson, o comandante da Divisão de Couraçados 9, fez do navio sua capitânia.

### Ilhas Gilbert e Marshall

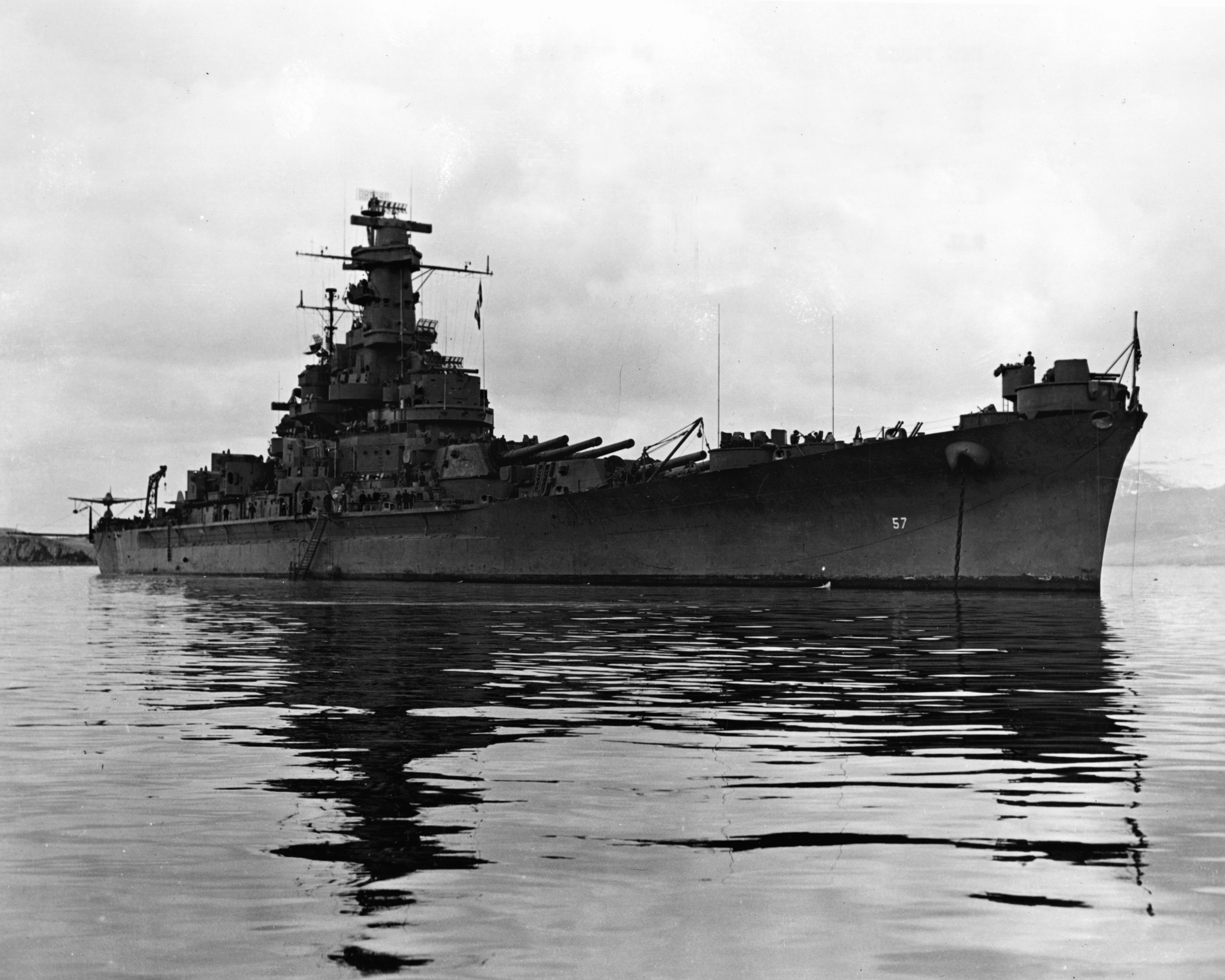
O South Dakota em 24 de junho de 1943

O South Dakota deixou Norfolk em 21 de agosto e chegou em Éfaté em 14 de setembro, onde o capitão Allan E. Smith assumiu como oficial comandante no dia 20. Seguiu para Fiji em 7 de novembro e juntou-se ao resto da Divisão de Couraçados 9, designada para apoiar o Grupo de Tarefas 50.1. A frota embarcou em uma campanha para capturar as Ilhas Gilbert e Marshall, iniciando a Operação Galvânico, a tomada de Tarawa. Os porta-aviões lançaram ataques contra a ilha e arredores em preparação para um ataque anfíbio. O South Dakota ficou novamente sob o comando de Lee em dezembro, quando foi colocado no Grupo de Tarefas 50.4, que também tinha os couraçados Washington, Alabama e USS North Carolina, mais dois porta-aviões. As embarcações foram enviadas para atacar Nauru no início do mês, sendo reforçados em 6 de dezembro pelos couraçados USS Indiana e USS Massachusetts, sendo redesignados como o Grupo de Tarefas 50.8. Os navios chegaram em Nauru dois dias depois e bombardearam a ilha enquanto aeronaves realizavam ataques aéreos. Esta ação realizou muito pouco, pois as forças japonesas no local eram poucas e havia um pequeno número de aviões que podiam ser alvos. As embarcações voltaram para Éfaté e iniciaram preparações para a próxima grande ofensiva, reabastecendo munição e suprimentos. As munições foram embarcadas do navio de transporte USS William Ward Burrows em 5 de janeiro de 1944, partindo no dia 16 junto com o Indiana e três contratorpedeiros a fim de realizar treinamentos de artilharia.
O operação seguinte foi a invasão das Ilhas Marshall, que recebeu o codinome de Operação Pederneira. O South Dakota passou a fazer parte do Grupo de Tarefas 37.2 na Terceira Frota dos Estados Unidos, que também incluía o North Carolina, Washington, Indiana e Massachusetts, mais seis contratorpedeiros. Eles partiram de Éfaté em 18 de janeiro rumo a Funafuti. Os mares bravios feriram vários tripulantes do South Dakota e um foi varrido para o mar, que não pode ser localizado e resgatado. Os navios encontraram o porta-aviões USS Bunker Hill e o porta-aviões rápido USS Monterey no caminho, chegando em Funafuti dois dias depois, onde o grupo foi redesignado como Grupo de Tarefas 58.3 na Quinta Frota, que tinha assumido o controle dos grupos de porta-aviões. As embarcações reabasteceram e partiram no dia 23, com o South Dakota, North Carolina e Alabama sendo destacados em 25 de janeiro para formarem o Grupo de Tarefas 58.2.2. A frota seguiu para seu objetivo pelos dias seguintes, com a viagem sendo marcada por vários avistamentos e contatos de radar falsos com submarinos. Eles chegaram em Roi-Namur no dia 29 e os porta-aviões lançaram grandes ataque aéreos contra a ilha em preparação para a invasão. O South Dakota permaneceu com os porta-aviões a fim de protegê-los de ataques aéreos japoneses, o que nunca ocorreu. O couraçado e o resto do Tarefas 58.2.2 foi enviado para bombardear as ilhas em 30 de janeiro, parte de um bombardeio preparatório antes das forças terrestres desembarcarem no dia seguinte.

### Pacífico Central

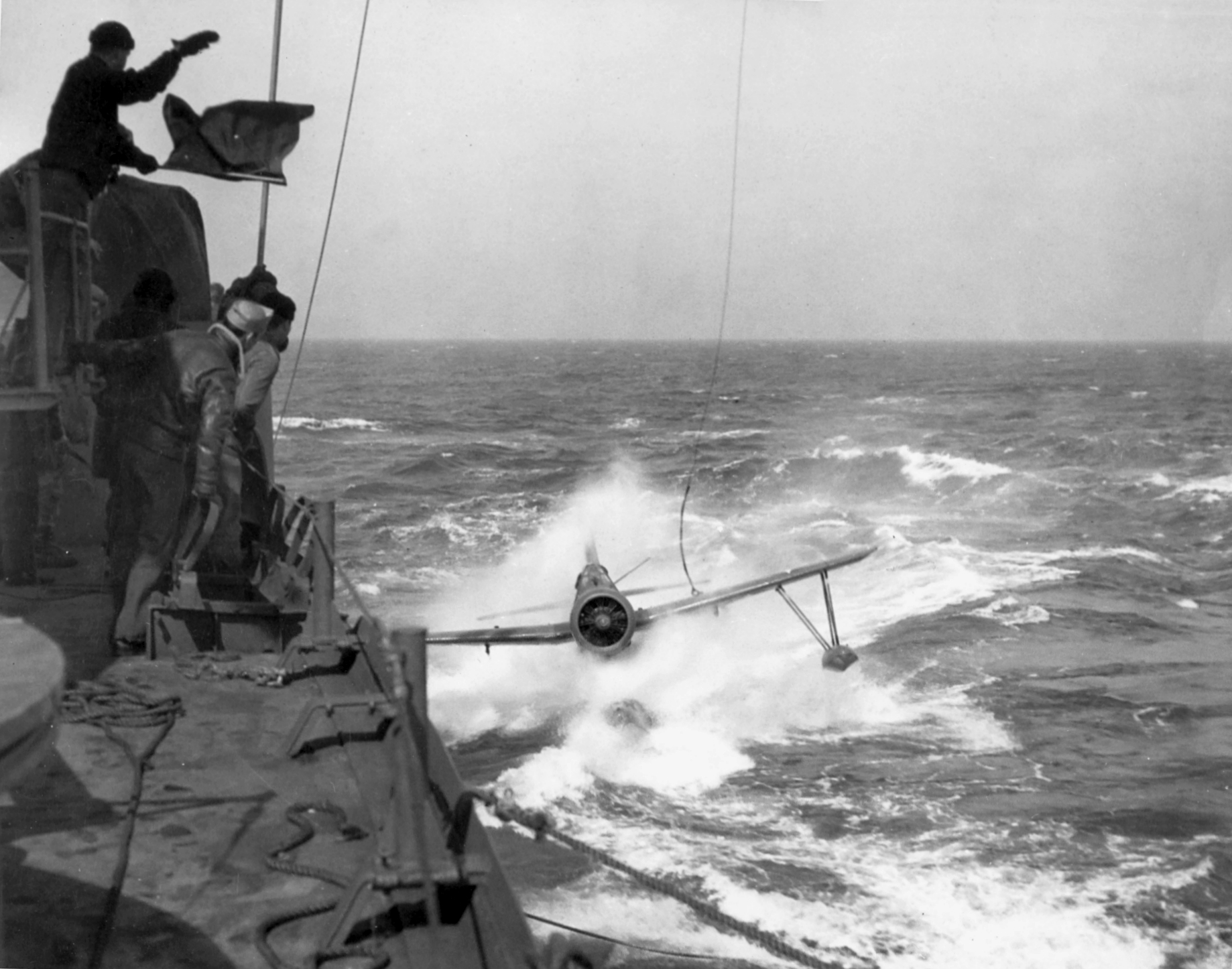
A tripulação do South Dakota se preparando para recuperar um Kingfisher

O South Dakota navegou para Majuro em 4 de fevereiro a fim de reabastecer munição e combustível, partindo no dia 12 para apoiar a Operação Granizo, um ataque contra a principal base naval japonesa no centro do Oceano Pacífico em Truk. Os ataques norte-americanos afundaram vários navios de guerra e auxiliares japoneses. Em seguida atacaram bases aéreas japonesas nas Ilhas Marianas em 20 de fevereiro. Os canhões de 127 milímetros do couraçado atacaram aeronaves inimigas a longa distância na noite do dia 21 para o 22. Fogo antiaéreo ferrenho impediu que os aviões japoneses se aproximassem para atacarem eficientemente e o South Dakota reivindicou ter abatido um. Os porta-aviões norte-americanos atacaram campos de pouso em Saipã, Guam e Tiniã pelos dois dias seguintes, com a frota sendo atacada em 23 de fevereiro por grandes ataques aéreos japoneses. Uma onda de bombardeiros Mitsubishi G4M atacaram e o South Dakota abateu pelo menos dois, um dos quais tentou bombardeá-lo.
O South Dakota, Alabama e uma escolta de contratorpedeiros foram destacados para voltarem ao Grupo de Tarefas 58.2. Chegaram em Majuro em 26 de fevereiro, reabastecendo e realizando treinos de artilharia pelo mês seguinte. O capitão Ralph S. Riggs substituiu Allen como o oficial comandante do South Dakota na manhã de 17 de março. A Quinta Frota partiu cinco dias depois para a Operação Profanar Um, uma série de ataques aéreos contra alvos japoneses nas Ilhas Carolinas, incluindo Palau, Yap, Woleai e Ulithi. Eles tinham a intenção de garantir um flanco voltado ao mar para os planejados desembarques em Holândia, na Nova Guiné. O South Dakota foi designado para o Grupo de Tarefas 58.9, que incluía outros quatro couraçados rápidos, dois porta-aviões, três cruzadores pesados e treze contratorpedeiros. Estas embarcações foram encarregadas de escoltar a principal força tarefa de porta-aviões contra quaisquer possíveis ataques por forças de superfície da Frota Combinada japonesa, porém não enfrentaram oposição naval alguma.

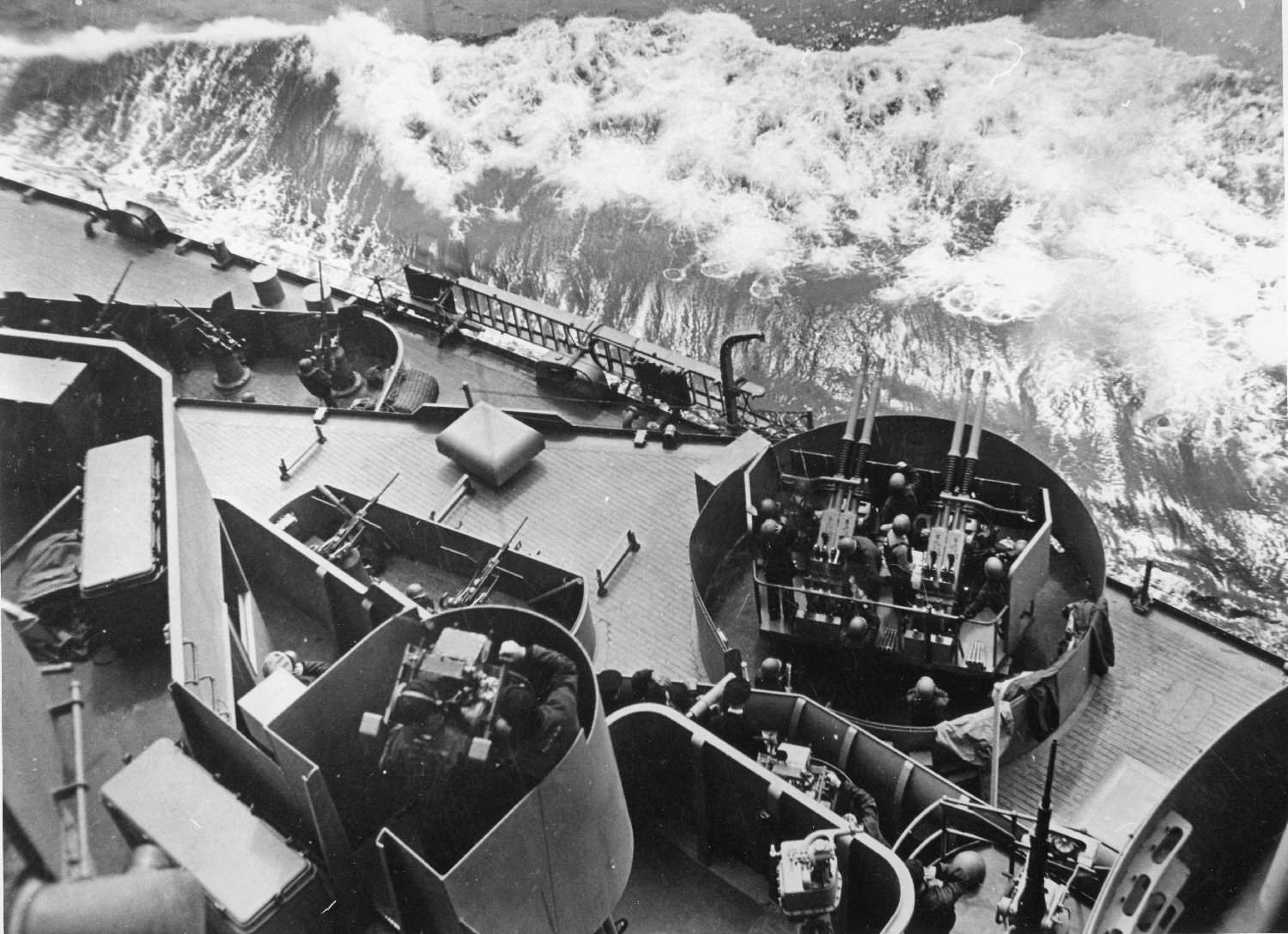
Canhões da bateria antiaérea leve do South Dakota, incluindo um montagem quádrupla de 40 milímetros e várias montagens únicas de 20 milímetros

Três porta-aviões e outros navios do Grupo de Tarefa 36.1 foram transferidos em 27 de março para o Grupo de Tarefas 58.2, que foi redesignado como Grupo de Tarefas 58.3. O radar de varredura aérea do couraçado detectou aeronaves japonesas aproximando-se ao anoitecer do mesmo dia. No confronto que se seguiu, seus artilheiros não conseguiram identificar alvos não escuridão e assim não atacaram. Por sua parte, os japoneses não conseguiram danificar a frota. A principal força de porta-aviões norte-americanos começou seus ataques em 30 de março e continuaram até 1º de abril. Outro ataque aéreo japonês ocorreu na tarde do dia 30 e desta vez o South Dakota enfrentou duas ondas de inimigos, mas não abateu aeronave alguma. Os porta-aviões infligiram grandes perdas às forças japonesas na região com pouquíssimas perdas próprias, com as operações aéreas sendo interrompidas pelo clima ruim que impediu o lançamento de mais aeronaves. A frota voltou para Majuro em 6 de abril a fim de preparar-se para a próxima operação.
A Operação Profanar Dois ocorreu uma semana depois, desta vez tendo como alvos várias posições japonesas no litoral da Nova Guiné em apoio à desembarques em Aitape. O South Dakota detectou um avião japonês seguindo a frota no dia 19 enquanto ainda estavam no caminho, com um caça da patrulha de combate aéreo sendo enviado para enfrentá-lo. Os porta-aviões iniciaram seus ataques dois dias depois e infligiram grandes perdas, afundando vários navios japoneses na área e destruindo por volta de 130 aeronaves em terra e no ar. Mais uma série de ataques ocorreu no dia seguinte em apoio para as forças terrestres. A frota então recuou de volta para Majuro, mas no caminho os porta-aviões novamente atacaram Truk nos dias 29 e 30 de abril. Lee assumiu de novo o comando dos couraçados em 1º de maio, incluindo o South Dakota, criando o Grupo de Tarefas 58.7, sendo encarregado de bombardear a ilha de Pohnpei. As embarcações chegaram durante a tarde e abriram fogo, rapidamente subjugando as baterias japonesas que tentaram enfrentá-los. O South Dakota, Indiana e North Carolina brevemente interromperam seus ataques a fim de evitar um submarino que tinha sido relatado na área, mas não houve ataque e eles retornaram para suas posições. Havia poucos alvos para os couraçados, mas a operação permitiu que as tripulações ganhassem experiência em realizar bombardeios litorâneos juntos. Eles voltaram para Majuro em 4 de maio, com o South Dakota realizando mais exercícios de artilharia nos dias 15 e 16.

### Ilhas Marianas e Palau
A Força Tarefa 58 partiu em 6 de junho para iniciar a Operação Forrageador, a invasão das Ilhas Marianas. O South Dakota operou como parte do Grupo de Tarefas 58.7, novamente sob o comando de Lee. A unidade era formada por seis couraçados, quatro cruzadores pesados e treze contratorpedeiros. Foram novamente encarregados de escoltar a força de porta-aviões, proporcionando proteção contra forças de superfície e suas numerosas baterias antiaéreas para ajudar a defendê-los de ameaças aéreas. Os ataques começaram em 11 de junho e continuaram por vários dias. Os japoneses lançaram o primeiro de vários contra-ataques na mesma noite e o South Dakota usou seu radar de varredura aérea para ajudar a vetorar aeronaves para a patrulha de combate aéreo interceptá-los. Seus canhões de 127 milímetros abriram fogo enquanto os aviões japoneses se aproximavam. Os couraçados foram enviados para bombardear Saipã e Tiniã  no dia 13 em preparação para a chegada dos couraçados mais antigos do grupo de bombardeio no dia seguinte. A artilharia japonesa tentou atacá-los, porém o alcance dos canhões do South Dakota e dos outros navios era muito maior. O South Dakota bombardeou a área do Porto de Tanapag durante seis horas, acertando dois navios de transporte no porto e iniciando vários incêndios na cidade. Entretanto, esse bombardeio foi de forma geral pouco eficiente, pois os navios não tinham experiência suficiente em bombardeios litorâneos e as defesas japonesas praticamente não foram danificadas.
O South Dakota reabasteceu alguns dos contratorpedeiros em 14 de junho e empregou seus Kingfisher para resgatar pilotos cujos aviões tinham sido abatidos. Fuzileiros desembarcaram em Saipã no dia seguinte, furando o perímetro de defesa interno do Japão que fez a Marinha Imperial Japonesa lançar um grande contra-ataque com a 1ª Frota Móvel, sua principal força de porta-aviões. Contra-ataques locais e aeronaves decoladas de terra atacaram a frota norte-americana enquanto os japoneses aproximavam-se. O primeiro destes chegou na tarde de 15 de junho, com o South Dakota abatendo um avião. O navio reabasteceu no dia seguinte e os porta-aviões norte-americanos e suas escoltas deixaram a área de Saipã em 17 de junho a fim de encontrar a 1º Frota Móvel, cuja aproximação pelo Mar das Filipinas tinha sido relatada por submarinos. Lee e almirante Marc Mitscher, o comandante da força de porta-aviões, discutiram estratégias no dia 18 para a iminente batalha, com Lee decidindo empregar seus couraçados junto com os porta-aviões a fim de protegê-los durante o antecipado ataque japonês, em vez de perseguir a frota japonesa durante a noite, como Mitscher tinha sugerido.

#### Mar das Filipinas

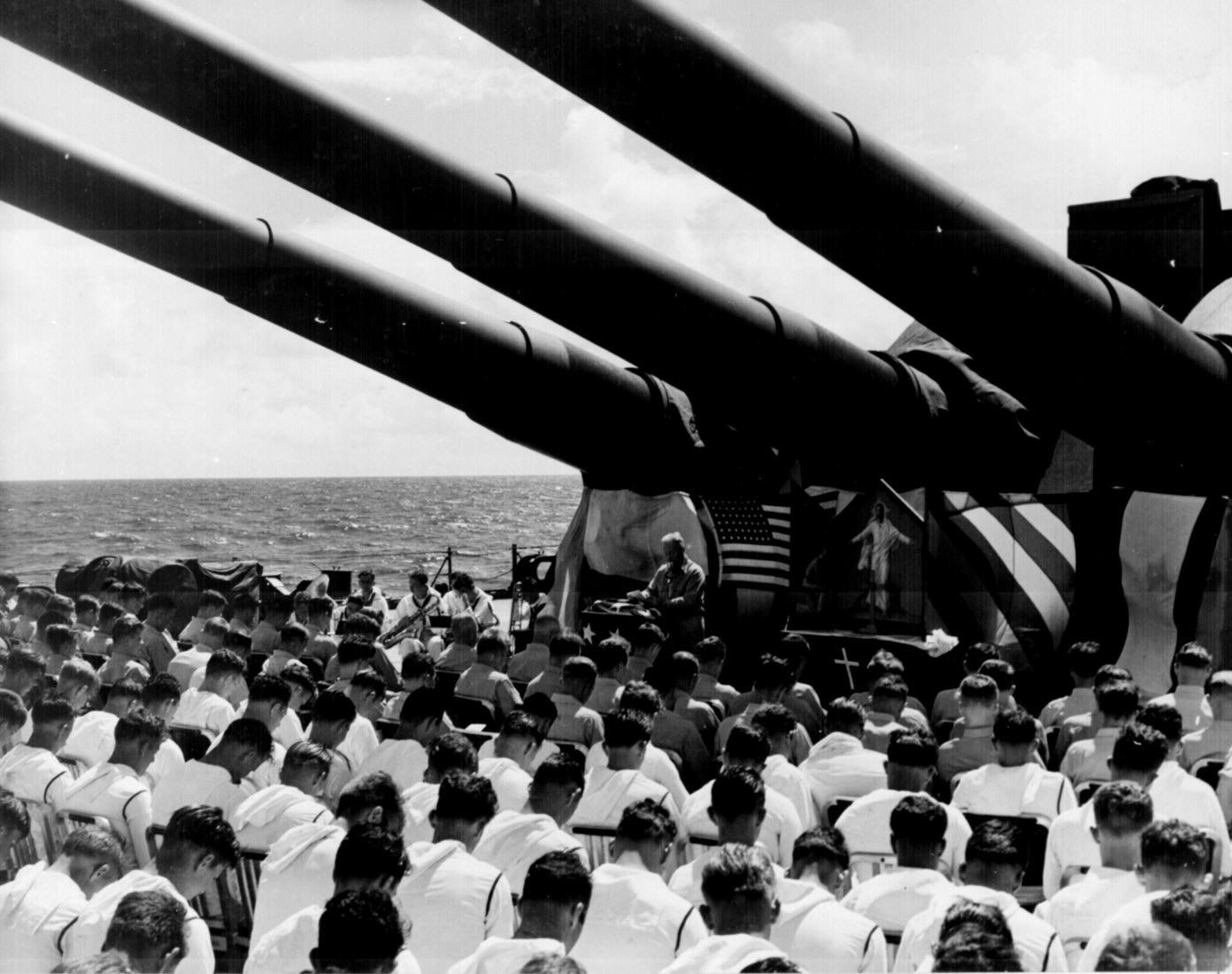
Marinheiros do South Dakota ouvindo a uma benção do capelão N. D. Lindner em 1º de julho de 1944 em homenagem aos mortos na Batalha do Mar das Filipinas

Lee manteve seus navios em um círculo de seis milhas náuticas (onze quilômetros) de diâmetro com o objetivo de cobrirem uma área maior enquanto os batedores japoneses aproximavam-se na manhã de 19 de junho. O South Dakota e os outros couraçados rastrearam essas aeronaves com seus radares. Ele captou às 10h04min a primeira onda de aeronaves de ataque e a tripulação recebeu ordens para seguiram para estações de batalha. Na resultante Batalha do Mar das Filipinas, os aviões da patrulha de combate aéreo interceptaram os inimigos às 10h43min, porém os japoneses conseguiram passar por eles e alcançarem a frota. Um bombardeiro de mergulho Yokosuka D4Y acertou o South Dakota com uma bomba de 230 quilogramas às 10h49min, abrindo um buraco de 2,4 por três metros no convés, inutilizando uma das montagens de 40 milímetros, matando 24 tripulantes e ferindo outros 27. Artilheiros antiaéreos reivindicaram terem abatido o bombardeiro, porém observadores no Alabama afirmaram que o avião escapou dos disparos.
Uma segunda onda com vinte aeronaves chegou às 11h50min. Dois torpedeiros Nakajima B6N tentaram atacar o South Dakota, porém disparos antiaéreos ferrenhos do navio e do Alabama forçaram os aviões a abortarem suas corridas. Outras aeronaves atacaram o South Dakota cinco minutos depois, mas novamente a embarcação escapou ilesa. Uma terceira e uma quarta ondas atacaram a frota mais adiante no dia, porém o couraçado não foi alvo. Os tripulantes  mortos pela bomba foram sepultados no mar naquela mesma tarde; um dos feridos morreu na manhã seguinte e também foi sepultado no mar. A batalha continuou pelo dia 20, mas o navio não enfrentou mais inimigos. As aeronaves norte-americanas precisaram voar em seu alcance máximo para atacarem a frota japonesa em retirada, com muitos sendo forçados a amerrissar por terem ficado sem combustível; o South Dakota passou a manhã seguinte procurando por pilotos caídos. Outro dos feridos da bomba morreu durante esse período.

### Manutenção e exercícios

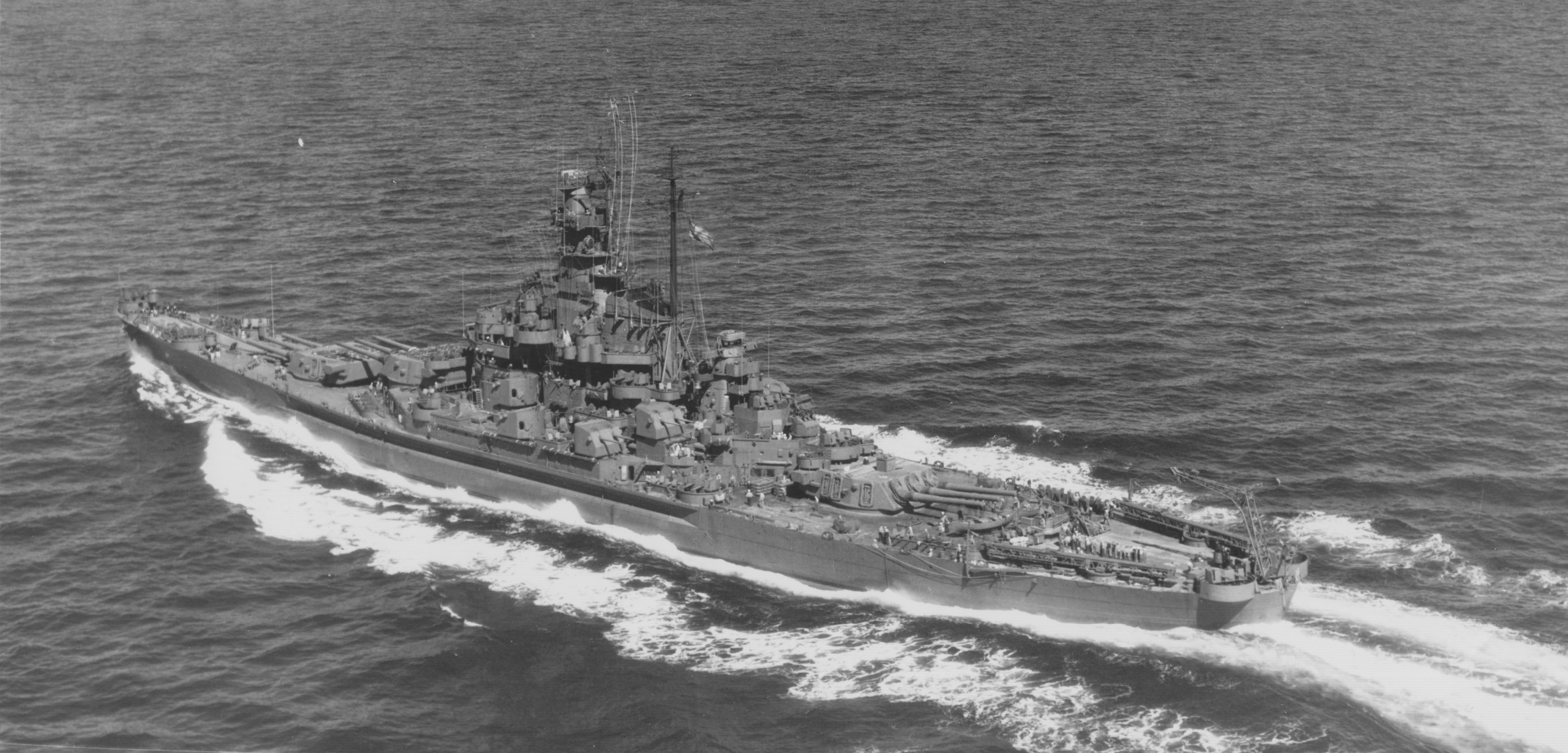
O South Dakota em 21 de agosto de 1944

O couraçado foi para leste em 22 de junho. A 1ª Frota Móvel foi muito danificada pelos ataques dos porta-aviões norte-americanos, removendo a ameaça imediata às forças de invasão das Marianas e permitindo que os couraçados do Grupo de Tarefas 58.7 recuassem da área. O South Dakota foi transferido para o Grupo de Tarefas 58.2 e enviado para Enewetak em 23 de junho, chegando quatro dias depois. Dali ele seguiu para o Estaleiro Naval de Puget Sound em Washington, no caminho parando em Pearl Harbor, onde emborcou em 2 de julho um grupo de 248 feridos, 279 marinheiros e noventa fuzileiros para transportá-los até o continente. A embarcação chegou em Puget Sound em 10 de julho e desembarcou seus passageiros e seus próprios feridos no dia seguinte. Foi então colocado em uma doca seca na mesma tarde para passar por manutenção e reformas. Os trabalhos foram finalizados em 6 de agosto e o navio embarcou um novo carregamento de munição no dia 19. Testes marítimos começaram em 21 de agosto e o South Dakota foi designado no dia 25 para a Unidade de Tarefas 12.5.1 junto com dois contratorpedeiros, partindo rumo Pearl Harbor, onde chegou no último dia do mês.
O navio participou de exercícios de artilharia no litoral do Havaí entre 6 e 8 de setembro, incluindo disparos antiaéreos e defesa contra ataques de barcos torpedeiros. Seus motores apresentaram dificuldades durante esses exercícios, com mergulhadores inspecionando suas hélices e descobrindo que várias lâminas de três das suas quatro hélices estavam entortadas ou lascadas. O South Dakota foi forçado a abandonar os exercícios planejados e retornou para uma doca seca em Pearl Harbor, com os reparos durante até o dia 16. Voltou para suas operações de treinamento naquele mesmo dia e então seguiu para voltar para a frota em 18 de setembro. A Unidade de Tarefas 12.5.1 inicialmente navegou para a Ilha Manus, próxima da Nova Guiné, mas no caminho foi redirecionada para Ulithi, que tinha sido recentemente tomada e agora servia de base avançada da frota. As embarcações chegaram no destino em 30 de setembro, época em que a Terceira Frota tinha assumido o controle operacional dos porta-aviões e suas escoltas.

### Incursões rápidas

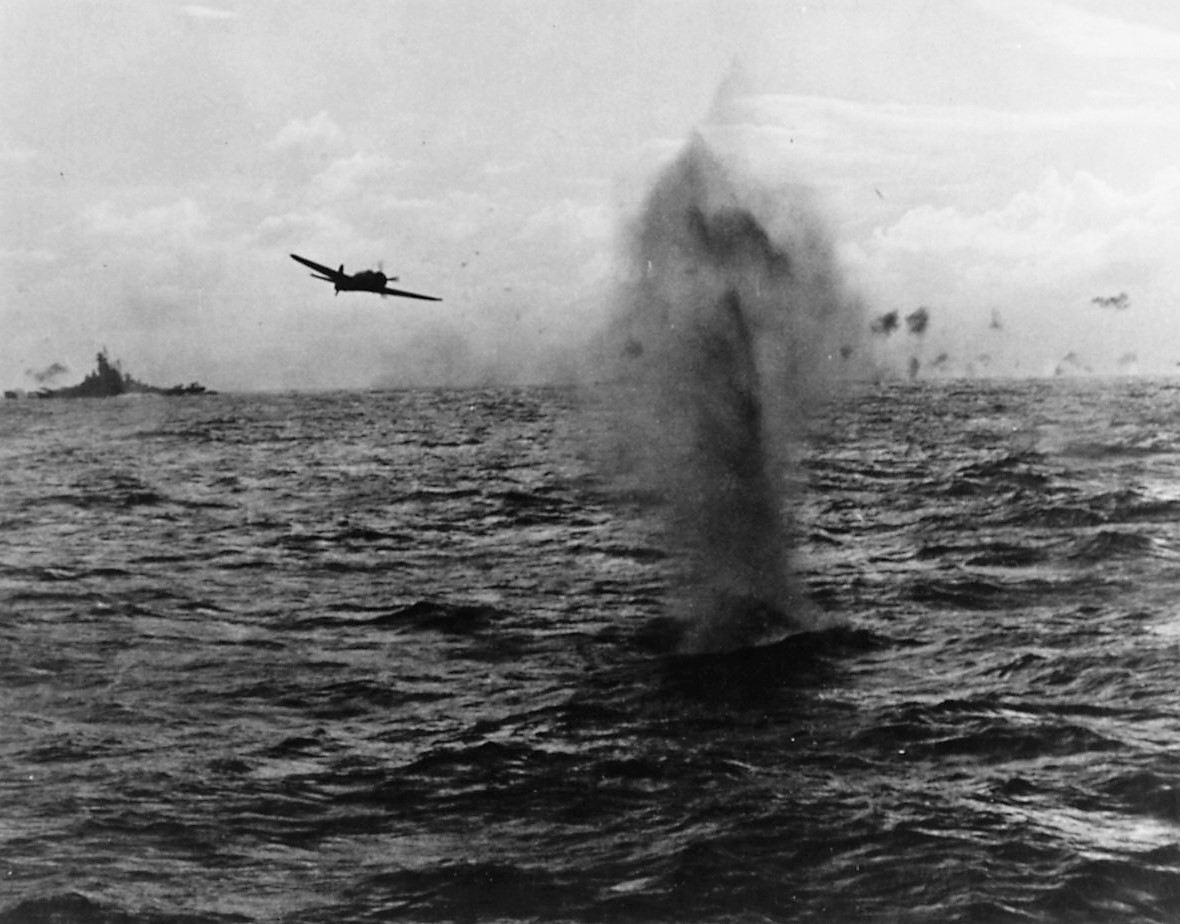
Um Nakajima B6N sob fogo antiaéreo durante o ataque contra Formosa em 14 de outubro de 1944, com um couraçado da Classe South Dakota ao fundo

A frota em Ulithi foi forçada a ir para o mar em 3 de outubro para que não fosse pega por um tufão. Todos voltaram no dia seguinte e o navio depósito USS Aldebaran colidiu acidentalmente com o South Dakota, porém causou apenas danos superficiais. Hansou voltou à bordo em 5 de outubro e o navio reassumiu seu papel como capitânia da Divisão de Couraçados 9. A Força Tarefa 38, da qual a Divisão de Couraçados 9 fazia parte, partiu no dia seguinte em sua próxima grande operação, uma série de ataques aéreos contra posições japonesas no oeste do Oceano Pacífico. A força de porta-aviões ainda estava sob o comando de Mitscher e navegou norte a fim de lançar ataques contra as Ilhas Okinawa. As embarcações chegaram cedo pela manhã do dia 10 e começaram a ação, que terminou por afundar 29 navios japoneses na área. O couraçado USS Iowa captou um contato em seu radar na manhã seguinte, que foi confirmado pelo South Dakota. Era um bombardeiro japonês G4M seguindo a força tarefa, que acabou derrubado por caças.
A força deixou Okinawa e inicialmente fingiu ao final do dia que seguiria para as Filipinas, mas depois virou oeste para Formosa, realizando um grande ataque em 12 de outubro. As aeronaves infligiram danos significativos às instalações japonesas ao redor da ilha, incluindo campos de pouso, fábricas e outras instalações militares, além de afundarem dezoito navios e danificarem seis. A patrulha de combate aéreo interceptou três ondas de bombardeiros inimigos, mas estes mesmo assim conseguiram aproximarem-se bastante da frota. O South Dakota abriu fogo com seus canhões de 127 milímetros às 19h03min enquanto a primeira onda chegava. A segunda onda apareceu vinte minutos depois e o couraçado também atacou. Esses ataques japoneses convenceram Mitscher a recuar para o leste antes de retornar na manhã seguinte para mais um ataque. Aeronaves japonesas atacaram repetidamente os navios enquanto os norte-americanos recuavam, porém o South Dakota não disparou suas armas porque nenhum avião aproximou-se o suficiente. Ele relatou às 22h31min que tinha abatido um inimigo e manteve outro grupo à distância por volta da meia-noite.
Os porta-aviões retomaram suas posições de ataque no dia 13, porém aeronaves japonesas contra-atacaram quase imediatamente, mas a primeira onda foi derrotada pela patrulha de combate aéreo. Várias ondas de G4M acertaram a frota e conseguiram torpedear o cruzador pesado USS Canberra. O South Dakota manobrou em alta velocidade a fim de evitar os torpedos ao mesmo tempo que enfrentava os bombardeiros. Os porta-aviões norte-americanos lançaram mais uma rodada de ataques no dia seguinte com o objetivo de dar cobertura para a retirada do Camberra. Vigias no South Dakota avistaram sete torpedeiros B6N aproximando-se durante a tarde; o navio abriu fogo nas duas aeronaves mais próximas, abatendo uma. Mais cinco foram derrubadas pelas outras embarcações na área. Os porta-aviões então recuaram para apoiarem a invasão das Filipinas.

### Filipinas

#### Golfo de Leyte

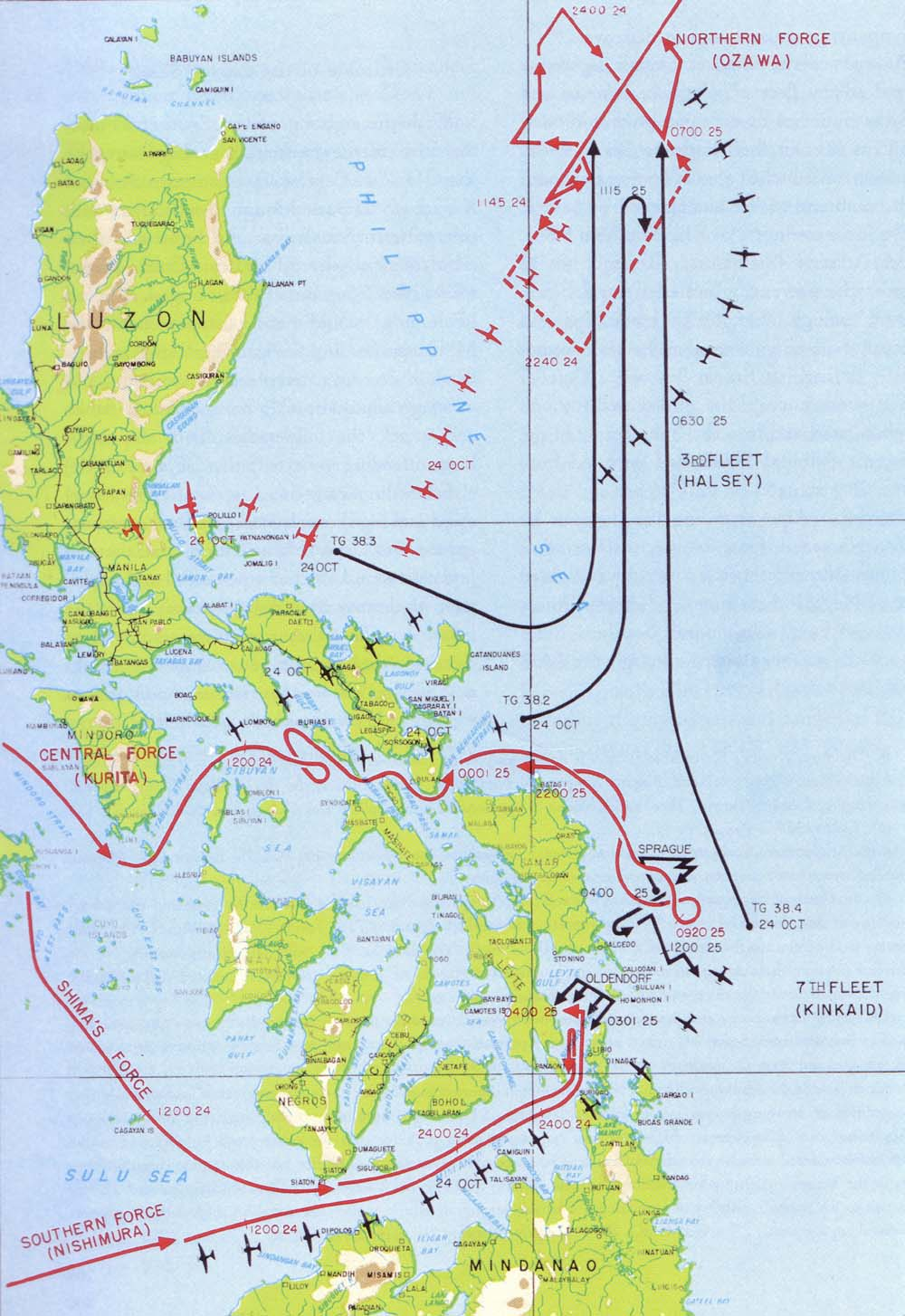
Movimentos das forças norte-americanas (preto) e japonesas (vermelho) durante a Batalha do Golfo de Leyte em outubro de 1944

A invasão de Leyte em 17 de outubro fez os japoneses iniciarem a Operação Shō-Gō 1, um complexo contra-ataque com três frotas separadas convergindo na frota de invasão Aliada. A 1ª Frota Móvel, renomeada para Força Norte, teve sua força reduzida significativamente pelos três anos de combate e sua intenção era apenas servir de distração com o objetivo de atrair os porta-aviões norte-americanos para longe da frota de invasão. Enquanto isso, a Força Central do vice-almirante Takeo Kurita atravessaria o Estreito de San Bernardino e atacaria a frota. Entretanto, os norte-americanos detectaram a aproximação de Kurita e os porta-aviões lançaram um ataque enquanto os japoneses passavam pelo Mar de Sibuyan. O couraçado Musashi foi afundado em 24 de outubro e Kurita recuou temporariamente. Isto convenceu Halsey, o comandante da Terceira Frota, a enviar seus porta-aviões para destruir a Força Norte, que nesse momento já tinha sido detectada.
O comodoro Arleigh Burke, o Chefe do Estado-Maior de Mitscher, sugeriu que seu superior destacasse o South Dakota, Massachusetts, dois cruzadores rápidos e uma escolta de contratorpedeiros para enviá-los na frente dos porta-aviões a fim de travarem uma batalha noturna contra a Força Norte. Mitscher concordou e ordenou às 17h12min que o contra-almirante Forrest Sherman colocasse o plano em ação. Entretanto, Halsey interveio antes de Sherman conseguir enviar os navios e anulou a ordem de Mitscher, mandando as embarcações permanecerem junto com a frota principal. Halsey, ao mesmo tempo que enviava Mitscher para o norte na perseguição dos porta-aviões, também ordenou a criação da Força Tarefa 34, formada pelo South Dakota, cinco outros couraçados rápidos, sete cruzadores e dezoito contratorpedeiros sob o comando do agora vice-almirante Lee. Esta força foi colocada à frente dos porta-aviões como sua proteção e escolta.
Mitscher atacou a Força Norte na manhã de 25 de outubro, iniciando a Batalha do Cabo Engaño. Os norte-americanos afundaram todos os quatro porta-aviões japoneses e danificaram os convertidos navios híbridos da Classe Ise. Kurita, sem que Halsey ou Mitscher soubessem, tinha voltado ao Estreito de San Bernardino na noite do dia 24 e entrou no Golfo de Leyte na manhã seguinte, atacando a frota de invasão. Na resultante Batalha de Samar, os japoneses foram barrados por um grupo de porta-aviões de escolta, contratorpedeiros e contratorpedeiros de escolta. Pedidos desesperados de ajuda fizeram Halsey destacar os couraçados da Força Tarefa 34 para rumarem sul e ajudar. Entretanto, ele esperou mais de uma hora depois de receber ordens do almirante Chester W. Nimitz, o Comandante da Frota do Pacífico dos Estados Unidos, para destacar os navios e durante esse período continuou navegando para o norte, adicionando duas horas de viagem até o sul. A necessidade de reabastecer os contratorpedeiros atrasou ainda mais a Força Tarefa 34.
Forte resistência colocou os couraçados e cruzadores de Kurita em desordem e o fez encerrar o ataque antes que o South Dakota e o resto da Força Tarefa 34 pudessem intervir. Halsey então destacou os couraçados Iowa e USS New Jersey como o Grupo de Tarefas 34.5 a fim de perseguirem a Força Central pelo Estreito de San Bernardino, enquanto Lee levou o resto de seus navios para o sudoeste a fim de cortar a rota de fuga, mas já era muito tarde e os japoneses escaparam. O historiador H. P. Wilmott especulou que, caso Halsey tivesse destacado a Força Tarefa 34 prontamente, os navios poderiam ter facilmente chegado no estreito antes da Força Central e destruído Kurita dada a superioridade de seus canhões direcionados por radar. O South Dakota reabasteceu no mar no dia seguinte e então reabasteceu dois contratorpedeiros em 28 de outubro e outros dois no dia 30, porém este processo foi temporariamente interrompido pela aparição de um G4M. O couraçado foi transferido em 1º de novembro para a Divisão de Couraçados 6, porém Hanson permaneceu a bordo até que sua nova capitânia, o recém-construído USS Wisconsin, chegasse no final do mês. O South Dakota recuou para Ulithi no dia seguinte.

#### Outras ações

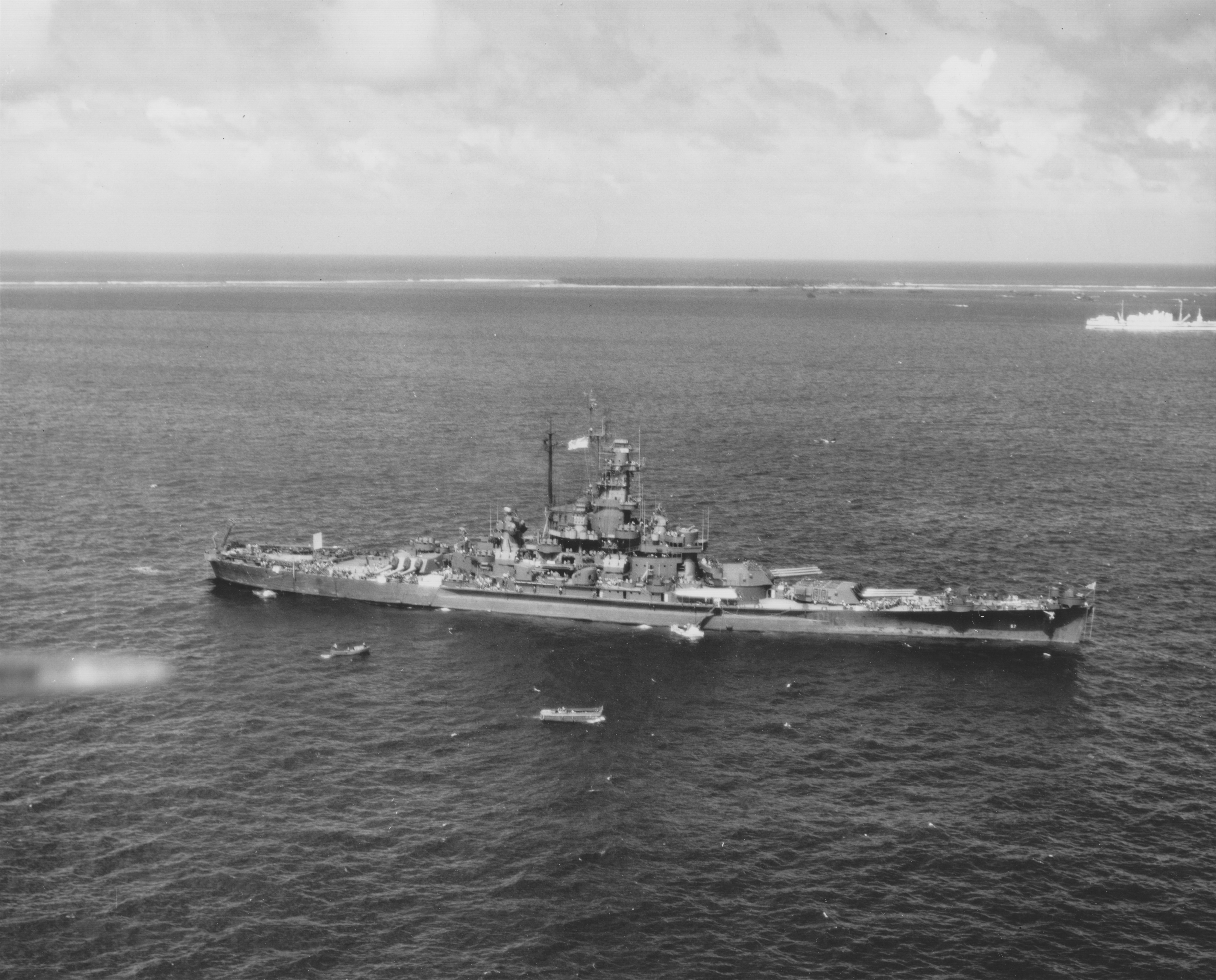
O South Dakota em dezembro de 1944

O South Dakota, imediatamente depois de chegar em Ulithi em 2 de novembro, partiu como parte do Grupo de Tarefas 38.1, encarregado de apoiar forças terrestres em Leyte que tinham encontrado forte resistência japonesa. Três dias depois foi transferido para o Grupo de Tarefas 38.3 com o objetivo de dar suporte para um grupo de quatro porta-aviões que lançariam ataques contra Luzon no dia seguinte. O grupo foi atacado na tarde de 5 de novembro; disparos antiaéreos dos navios vizinhos acertaram acidentalmente o South Dakota, matando um tripulante e ferindo outros sete. Outra onda de aeronaves aproximou-se na manhã seguinte, fazendo com que a frota assumisse uma formação defensiva. Entretanto, os aviões japoneses não atacaram e a frota voltou para sua formação de cruzeiro. O couraçado passou os dias seguintes reabastecendo contratorpedeiros e reabastecendo seus próprios tanques de combustível. Os porta-aviões lançaram mais ataques em 13 e 14 de novembro antes de retornarem para Ulithi, onde chagaram no dia 17.
Hanson se transferiu para o Wisconsin em 18 de novembro e Lee, nesse momento o Comandante de Couraçados da Frota do Pacífico, subiu a bordo e fez do South Dakota sua capitânia. O navio e o resto do Grupo de Tarefas 38.3 partiu no dia 22. Esta unidade na época era formada por dois porta-aviões, dois porta-aviões rápidos, o South Dakota, os dois couraçados da Classe North Carolina, três cruzadores e duas esquadras de contratorpedeiros. A maioria das embarcações realizou treinamentos de artilharia enquanto os porta-aviões atacavam alvos nas Filipinas independentemente pelos três dias seguintes. O South Dakota passou o resto do mês participando de treinamentos antiaéreos e reabastecendo contratorpedeiros. O capitão Riggs foi transferido em 30 de novembro e o comodoro Carl R. Stillman, o oficial executivo do navio, assumiu interinamente seu comando até a chegada do capitão Charles B. Momsen em 9 de dezembro. A embarcação voltou para Ulithi em 2 dezembro, com a tripulação realizando reparos e embarcando munição e suprimentos para operações futuras.
O Grupo de Tarefas 38.3 deixou Ulithi em 11 de dezembro e juntou-se ao resto da Força Tarefa 38 para um ataque contra a ilha de Mindoro. O objetivo desta operação era tomar um grande campo de pouso que podia ser usado para apoiar a invasão de Luzon. Os porta-aviões iniciaram uma série de ataques contra os campos de pouso em Luzon no dia 14 a fim de destruí-los ou impedir que os japoneses os utilizassem para interferir nos desembarques em Mindoro. Os ataques norte-americanos continuaram pelos dias seguintes e reduziram significativamente o poderio das forças aéreas japonesas nas Filipinas. A frota recuou para reabastecer em 17 de dezembro e no mesmo dia o Tufão Cobra passou pela área, afundando três contratorpedeiros e infligindo danos sérios a outros navios, porém o South Dakota escapou relativamente ileso. Esses danos adiaram o apoio para as forças terrestres por dois dias, com o clima ruim persistindo e fazendo Halsey cancelar as operações. Os navios chegaram de volta em Ulithi em 24 de dezembro.
A Força Tarefa 38 reabasteceu pelos dias seguintes e embarcou em mais um ataque contra Formosa entre 3 e 4 de janeiro de 1945, porém o clima ruim prejudicou as operações de voo e Halsey encerrou as operações, tendo realizado muito pouco. Os navios voltaram para as Filipinas e atacaram Lingayen entre os dias 6 e 7 de janeiro em preparação para os próximos desembarques, tendo como alvo particularmente campos de pouso usados por aeronaves suicidas kamikaze. Os navios entraram então no Mar da China Meridional no dia 10, reabastecendo antes de realizaram mais ataques contra vários alvos na região, incluindo Formosa em 21 de janeiro e Ilhas Ryūkyū no dia seguinte.

### Iwo Jima e Okinawa

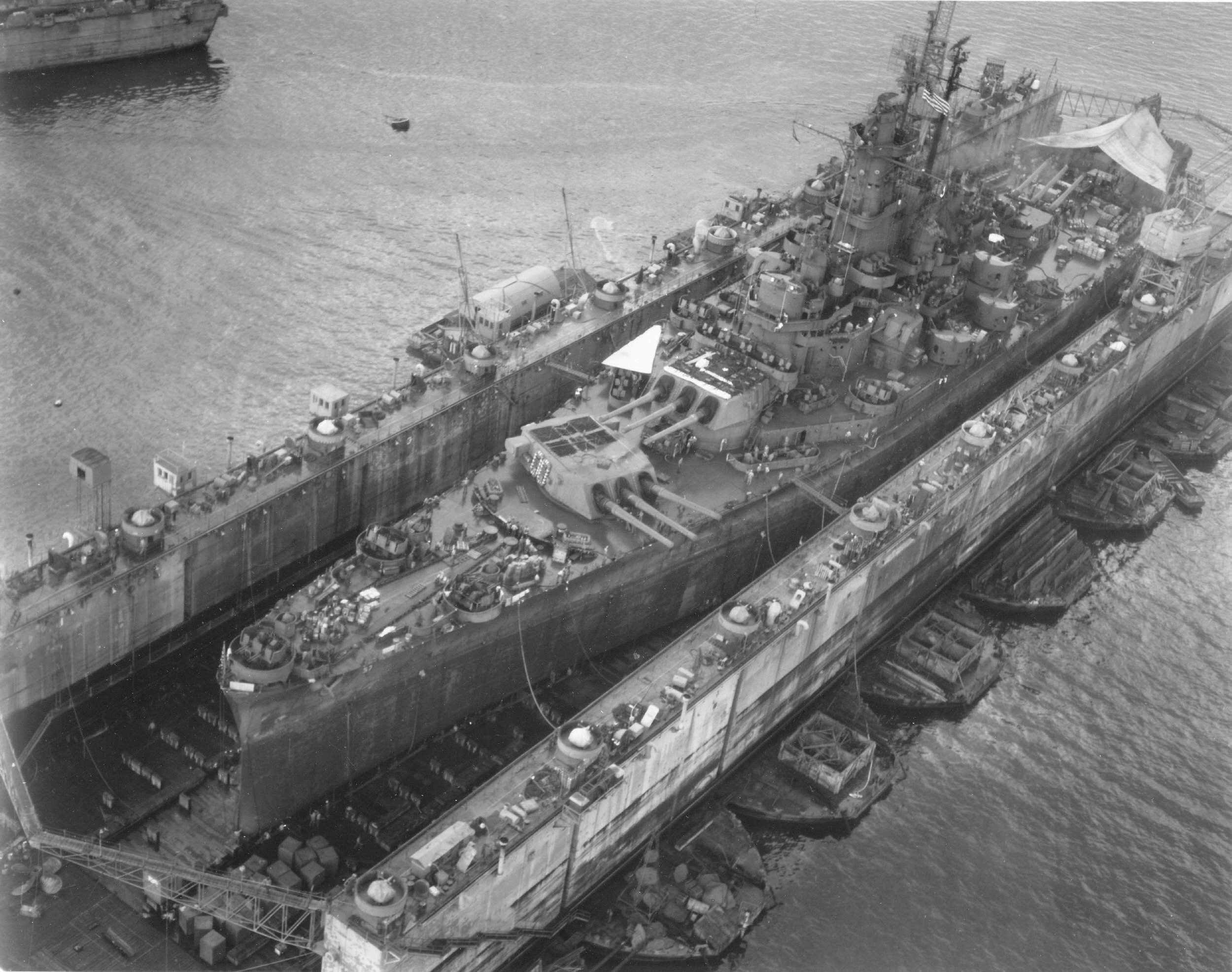
O South Dakota na doca flutuante auxiliar USS ABSD-3 em maio de 1945

A Quinta Frota reassumiu o controle da força de porta-aviões e o South Dakota foi transferido para o Grupo de Tarefas 58.3 junto com vários outros navios. Os porta-aviões realizaram uma série de ataques aéreos contra o Japão, tendo como alvo a área de Tóquio em 17 de fevereiro, porém o clima ruim dificultou a operação das aeronaves. As embarcações do Grupo de Tarefas 58.3 foram enviadas para reforçar a frota de invasão durante a Batalha de Iwo Jima entre 19 e 22 de fevereiro. Os porta-aviões realizaram vários ataques enquanto os fuzileiros desembarcavam no primeiro dia. A Força Tarefa 58 foi então chamada para mais ataques contra o Japão, acertando novamente Tóquio em 25 de fevereiro. Ataques planejados contra Kobe e Nagoia foram cancelados pelo clima ruim.
A frota voltou para Ulithi a fim de reabastecer, embarcando então em meados de março para mais ataques contra o Japão. Os porta-aviões acertaram Kyūshū em 18 de março enquanto os couraçados continuaram na defesa antiaérea. Recuaram para reabastecer quatro dias depois, tendo infligido danos sérios a campos de pouso e navios de guerra em Kure. Ataques aéreos em preparação para a invasão de Okinawa começaram no dia seguinte, sendo interrompidos apenas pela necessidade de reabastecer em 28 e 29 de março. O início de grandes ataques contra a ilha indicaram claramente aos japoneses sobre o iminente ataque anfíbio, fazendo com que eles iniciassem uma campanha kamikaze centrada contra a frota, danificando vários navios mas não impedindo seriamente o progresso. Grupos de tarefa da Força Tarefa 58 se revezaram pelas águas de Okinawa nas semanas seguintes, dois de cada vez, com o objetivo de permitir que outros grupos reabastecessem munição e combustível e consertassem danos de combate. O South Dakota conseguiu escapar da batalha ao redor de Okinawa completamente ileso.
O navio foi destacado dos porta-aviões em 19 de abril a fim de juntar-se a um grupo de bombardeio litorâneo enviado para apoiar a ofensiva XXIV Corpo do Exército dos Estados Unidos contra posições defensivas japonesas no sul de Okinawa, porém fizeram pouco progresso. As embarcações da Força Tarefa 58 então partiram para um ataque contra as Ilhas Sakishima, retornando em seguida para Leyte. Eles reabasteceram e os grupos de tarefa retornaram para seus revezamentos em Okinawa pela semana seguinte. Em 6 de maio, enquanto o South Dakota reabastecia munição do navio de munições USS Wrangell, um tanque de propelente para os canhões de 406 milímetros explodiu. Isto detonou mais quatro tanques e causou um incêndio sério, forçando a tripulação a inundar os depósitos de munição da segunda torre de artilharia principal para evitarem uma explosão catastrófica. Três tripulantes morreram imediatamente e outros oito que ficaram seriamente feridos morreram depois; outros 24 tiveram ferimentos mais leves.
O couraçado foi enviado em 13 de maio para passar por reparos em Ulithi junto com dois contratorpedeiros como escolta, chegando no dia seguinte. Ele foi colocado na doca flutuante auxiliar USS ABSD-3 para ser inspecionado. Suas hélices, eixos e suportes de apoio estavam muito desgastados e sofrendo de corrosão. Estes problemas foram reparados e o South Dakota liberado em 27 de maio; durante esse período a Terceira Frota reassumiu o comando da força de porta-aviões. Dois dias depois o navio foi enviado para treinamentos antissubmarino junto com dois contratorpedeiros. Mais exercícios de combate, incluindo práticas de artilharia e combate noturno, continuaram pelos dias seguintes, período durante o qual o South Dakota passou do Mar das Filipinas para o Golfo de Leyte. Uma reorganização da Força Tarefa 38 fez ele ser transferido em 16 de junho para o Grupo de Tarefas 38.1, mesmo dia que se tornou a capitânia do contra-almirante John F. Shafroth. Mais treinamentos antiaéreos ocorreram entre 23 e 24 de junho.

### Bombardeios do Japão
Okinawa foi conquistada e preparações começaram para a Operação Olímpico, a invasão de Kyūshū. A Força Tarefa 38 deixou Leyte em 1º de julho a fim de começar uma série de ataques de alvos no Japão que tinham o objetivo de acabar com os recursos das forças no arquipélago japonês. O South Dakota reabasteceu vários contratorpedeiros no caminho até a frota chegar no litoral no dia 10. Os porta-aviões começaram seus ataques no mesmo dia, porém os japoneses anteciparam a ação e dispersaram e camuflaram suas aeronaves, segurando-as para uma futura invasão em vez de perde-las prematuramente. Consequentemente, os aviões norte-americanos encontraram poucas aeronaves japonesas para destruir pelos dias seguintes O South Dakota foi designado em 14 de julho para a Unidade de Tarefas 38.8.1 junto com o Indiana, Massachusetts, dois cruzadores pesados e nove contratorpedeiros. Os couraçados foram então enviados para bombardear Kamaishi e destruir a siderúrgica local, porém o terreno montanhoso dificultou acertar a instalação. Esta foi a primeira vez que o Japão foi bombardeado por navios capitais durante a guerra. Apesar das dificuldades em observar os efeitos de seus disparos, os couraçados infligiram o que depois estimou-se em uma interrupção de dois meses e meio na produção de coque e interrupção de um mês na produção de gusa.
Os couraçados voltaram para suas posições com a Força Tarefa 38 e deram cobertura aos porta-aviões durante ataques aéreos em Honshū e Hokkaidō em 15 de julho. A Frota Britânica do Pacífico apareceu como reforço e os Aliados atacaram alvos ao redor de Tóquio no dia 17, danificando ou afundando vários navios de guerra na área. O South Dakota reabasteceu combustível, munição e outros suprimentos no mar entre 20 e 22 de julho. Mais ataques de porta-aviões foram realizados do dia 24 ao 28, infligindo mais perdas ao que sobrou da frota japonesa; o couraçado Haruna e os híbridos Ise e Hyūga foram afundados em suas amarras junto com vários cruzadores, contratorpedeiros e outras embarcações. A Unidade de Tarefas 38.8.1 foi recriada em 29 de julho a fim de bombardear Hamamatsu; desta vez o South Dakota, Indiana e Massachusetts foram reforçados pela Unidade de Tarefas 37.1.2 britânica, centrada no couraçado HMS King George V, também tendo a cobertura de caças da patrulha de combate aéreo do porta-aviões USS Bon Homme Richard. Os couraçados abriram fogo pouco antes da meia-noite do dia 29 e continuaram disparando pelas primeiras horas do dia 30.
As embarcações recuaram com o South Dakota liderando a formação. A unidade de tarefas foi dissolvida mais tarde na mesma manhã e o couraçado retornou para o Grupo de Tarefas 38.1, que retomou seus ataques aéreos contra as áreas de Tóquio e Nagoia. O capitão Momsen foi transferido ainda no dia 30 e o comodoro Stillman mais uma vez assumiu o comando interinamente. Outro tufão ameaçou a frota, mas Halsey levou seus navios para longe entre 31 de julho e 1º de agosto. O South Dakota reabasteceu em 3 de agosto e dois dias depois os porta-aviões lançaram ataques simulados contra a frota para treinamentos antiaéreos. O couraçado reabasteceu seus tanques de combustível no dia 7, com a Unidade de Tarefas 38.8.1 sendo recriada mais uma vez em 9 de agosto para mais uma missão de bombardeio. Desta vez a unidade tinha o South Dakota, seis cruzadores e dez contratorpedeiros. Eles bombardearam Kamaishi por uma hora e meia durante a tarde. Um único avião japonês os atacou enquanto recuavam, conseguindo desviar de todo o fogo antiaéreo e escapar. O South Dakota retornou para o Grupo de Tarefas 38.1 e deu apoio aos porta-aviões em novos ataques contra campos de pouso mais tarde no mesmo dia e no dia 10. Shafroth transferiu sua capitânia para o Alabama em 12 de agosto e o South Dakota foi transferido para o Grupo de Tarefas 38.1 na manhã seguinte.

### Fim da guerra

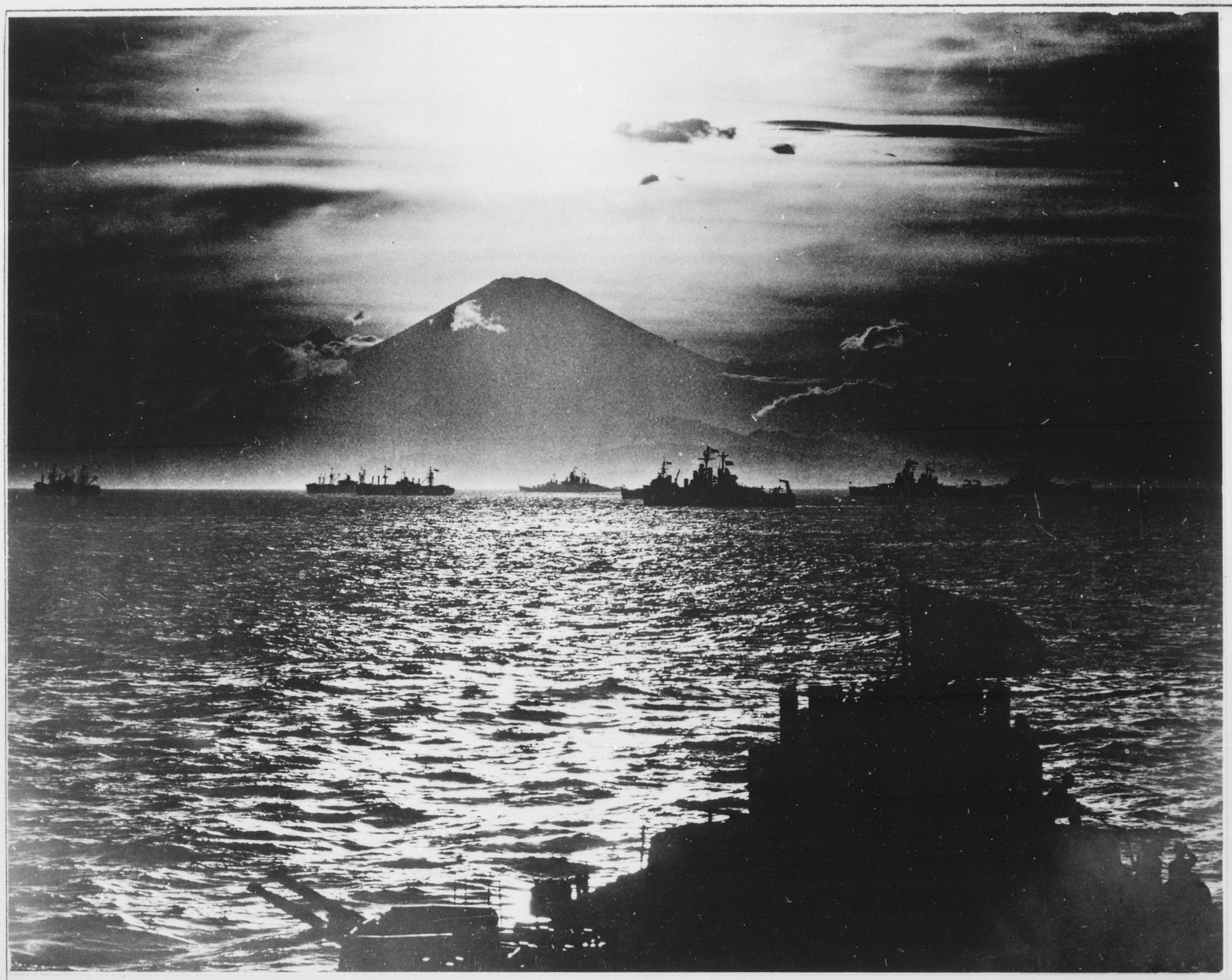
O Monte Fuji visto do South Dakota na Baía de Tóquio em agosto de 1945

Os porta-aviões da Força Tarefa 38 já tinham lançado suas aeronaves na manhã de 15 de agosto quando Halsey foi informado que o Japão tinha concordado em se render incondicionalmente. Os aviões foram chamados de volta e o South Dakota recebeu ordens às 6h58min para cessar todas as operações ofensivas. Problemas em comunicar a rendição para todas as unidades subordinadas fez com que algumas aeronaves japonesas lançassem ataques contra a frota mais tarde no mesmo dia, mas todas foram abatidas pela patrulha de combate aéreo. O capitão Emmet P. Forrestel assumiu o comando do couraçado em 17 de agosto e a embarcação passou os dias seguintes reabastecendo até entrar na Baía de Sagami em 27 de agosto como parte da força inicial de ocupação do Japão. Dois dias depois foi para a Baía de Tóquio, com Halsey e Nimitz subindo a bordo. Halsey partiu mais tarde no mesmo dia, mas Nimitz permaneceu até 2 de setembro quando foi para o couraçado USS Missouri, onde a cerimônia de rendição formal ocorreu. Nimitz retornou ao South Dakota após a cerimônia antes de partir para Guam no dia seguinte. O navio parou ao lado do Missouri a fim de embarcar Halsey e sua equipe. O South Dakota serviu então como a capitânia de Halsey enquanto ele comandava os estágios iniciais da ocupação.
Halsey permaneceu a bordo até 20 de setembro, quando partiu para Pearl Harbor. O South Dakota foi embora na tarde com vários outros navios para a viagem de volta para os Estados Unidos. Ele parou na Baía de Nakagusuku em Okinawa, três dias depois e então retomou sua jornada pelo Pacífico na manhã seguinte, tendo embarcado aproximadamente seiscentos marinheiros, soldados e fuzileiros. As embarcações passaram pelo Havaí e se dispersaram para diferentes portos. O South Dakota entrou em São Francisco, na Califórnia, em 27 de outubro, com Halsey subindo a bordo novamente para as celebrações do Dia da Marinha. O governador Earl Warren também subiu a bordo para as comemorações. O couraçado navegou para o sul até Los Angeles dois dias depois.

### Pós-guerra

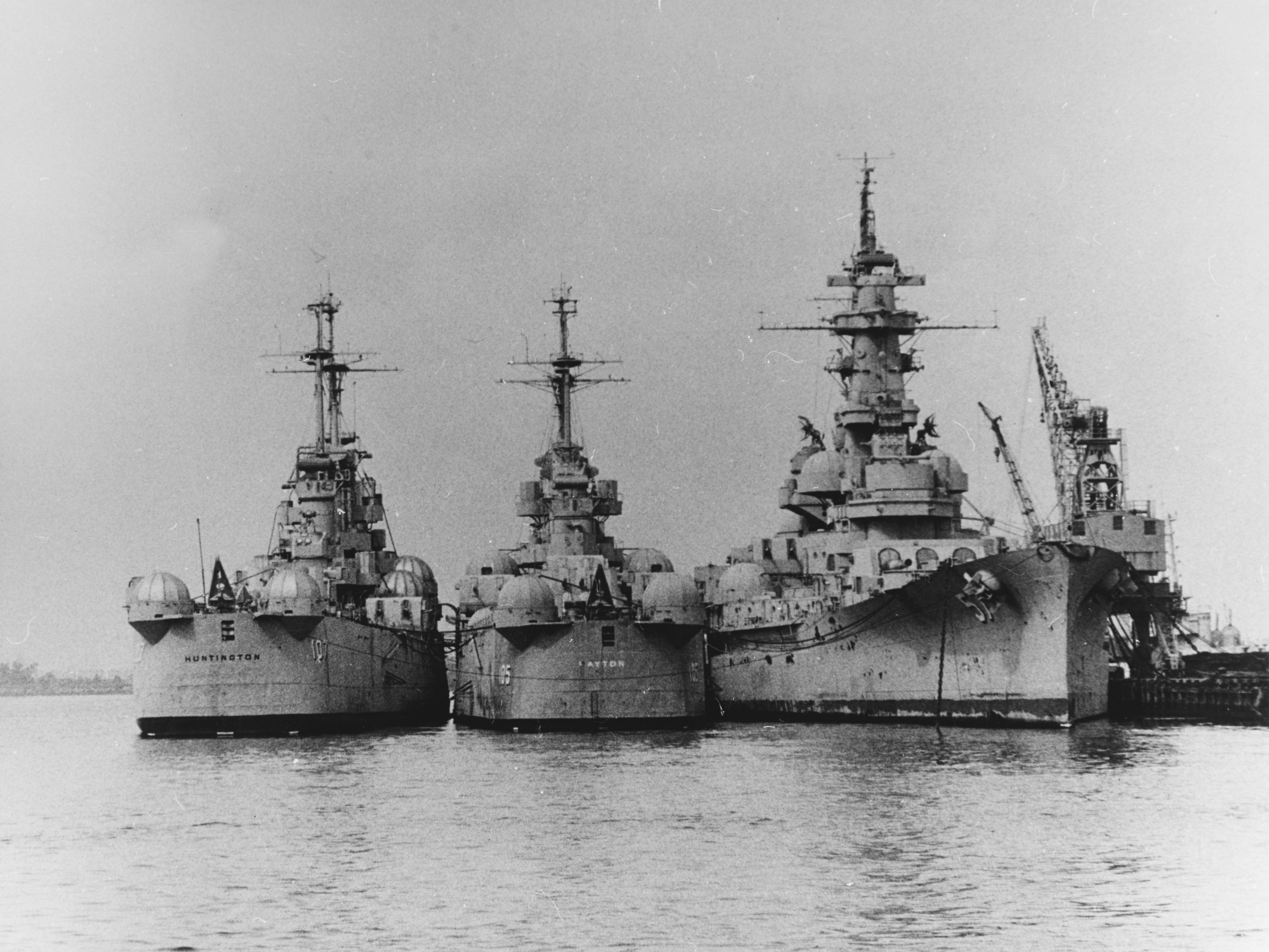
Os cruzadores rápidos Huntington e junto com o South Dakota inativados na reserva em 24 de agosto de 1961

O capitão Carlton R. Todd substituiu Forrestel como oficial comandante em 1º de dezembro. O South Dakota seguiu para o Atlântico em 3 de janeiro de 1946. Ele navegou para o sul e atravessou o Canal do Panamá pela última vez, seguindo então para o norte até o Estaleiro Naval da Filadélfia, onde chegou em 20 de janeiro. O navio passou por uma reforma em preparação para ser desativado. O contra-almirante Thomas R. Cooley subiu a bordo em 21 de fevereiro e fez da embarcação a capitânia da Quarta Frota, uma unidade da reserva naval. O período de Cooley no navio foi curto e ele foi substituído pelo vice-almirante Charles McMorris apenas cinco dias depois. Todd foi substituído como oficial comandante em 20 de junho pelo comodoro William K. Parsons, enquanto McMorris transferiu sua capitânia para o cruzador pesado USS Oregon City em 3 de julho. A Quarta Frota foi dissolvida em 1º de janeiro de 1947 e o South Dakota foi descomissionado no dia 31 e colocado na Frota de Reserva do Atlântico no Estaleiro Naval da Filadélfia.
Planos foram elaborados pela década seguinte com o objetivo de modernizar os quatro couraçados da Classe South Dakota caso fosse necessário reativá-los em algum momento no futuro para o serviço ativo. Um programa para equipá-los com baterias secundárias de vinte canhões de 76 milímetros em montagens duplas foi proposto em 1954, porém nada foi feito. Outro plano para convertê-los em couraçados de mísseis guiados surgiu entre 1956 e 1957, porém o custo de uma conversão seria proibitivamente elevado. As três torres de artilharia principais teriam de ser removidas e substituídas por um lançador duplo de mísseis RIM-8 Talos na proa e dois lançadores de mísseis RIM-24 Tartar na popa, mais diversas armas antissubmarino e equipamentos para operarem helicópteros. O custo do projeto seria de aproximadamente 120 milhões de dólares.
O South Dakota permaneceu inativo no inventário da Marinha dos Estados Unidos por mais quinze anos até ser removido do registro naval em 1º de junho de 1962. Ele foi vendido para uma divisão da Luria Brothers and Company em 25 de outubro para ser desmontado por sucata. Rebocadores o levaram em novembro da Filadélfia até Kearny, em Nova Jérsei, para ser desmontado. Algumas partes do navio foram preservadas por meio dos esforços da Câmara de Comércio de Sioux Falls, sendo instalados em um memorial para o navio na cidade em 7 de setembro de 1969. Este memorial consiste em uma baixa parede de concreto construída no formato do couraçado em escala real, com os diversos artefatos ficando instalados dentro, incluindo seu sino, uniformes de marinheiros, uma miniatura da embarcação e outros itens. Outros artefatos do South Dakota estão preservados no Museu Nacional da Marinha dos Estados Unidos em Washington, incluindo uma de suas hélices e uma seção de blindagem.

### Citações
1. ↑   Friedman 1985, pp. 281–282
2. 1 2 3 4   Friedman 1980, p. 98
3. ↑   Terzibaschitsch 1977, pp. 124–125
4. ↑   Friedman 1985, pp. 298–299
5. ↑   Friedman 1985, pp. 294–298, 303
6. ↑   Friedman 1985, pp. 299–302
7. 1 2 3 4 5 6 7 8 9 10 11 12 13 14   Evans, Mark L. (25 de abril de 2013). «South Dakota (BB-57)». Dictionary of American Naval Fighting Ships. Naval History and Heritage Command. Consultado em 15 de fevereiro de 2021
8. ↑   Hornfischer 2011, p. 89
9. ↑   Frank 1990, p. 371
10. ↑   Frank 1990, pp. 392–393
11. 1 2   Hornfischer 2011, p. 346
12. ↑   Frank 1990, p. 393
13. ↑   Friedman 2014, p. 237
14. ↑   Hornfischer 2011, pp. 245–246, 251, 336–337
15. ↑   Frank 1990, pp. 463–470
16. ↑   Hornfischer 2011, pp. 354–355
17. ↑   Frank 1990, pp. 475–477
18. ↑   Hornfischer 2011, pp. 358–360
19. ↑   Frank 1990, pp. 477–479
20. ↑   Hornfischer 2011, p. 360
21. ↑   Frank 1990, pp. 479–480
22. ↑   Frank 1990, pp. 480–481
23. ↑   Hornfischer 2011, pp. 362–363
24. ↑   Frank 1990, p. 484
25. ↑   Hornfischer 2011, p. 401
26. 1 2 3 4 5 6 7 8 9 10 11 12 13 14 15 16 17 18 19 20 21 22 23 24 25   Evans, Mark L. (10 de janeiro de 2013). «South Dakota II (BB-57) Chapter 2». Dictionary of American Naval Fighting Ships. Naval History and Heritage Command. Consultado em 18 de janeiro de 2023
27. ↑   Morison 2001, pp. 229–230
28. ↑   Rohwer 2005, p. 261
29. ↑   Wilmott 2015, p. 122
30. ↑   Wilmott 2015, p. 195
31. ↑   Wilmott 2015, pp. 214–215
32. ↑   Rohwer 2005, pp. 380–381
33. ↑   Rohwer 2005, pp. 393, 395
34. ↑   Rohwer 2005, pp. 399–403, 408
35. ↑   Rohwer 2005, pp. 410, 412
36. ↑   Mooney 1976, p. 563
37. 1 2 3 4 5 6 7 8   Evans, Mark L. (4 de junho de 2019). «South Dakota II (BB-57) Chapter 3». Dictionary of American Naval Fighting Ships. Naval History and Heritage Command. Consultado em 20 de janeiro de 2023
38. ↑   Friedman 1985, pp. 390, 392, 399
39. ↑   Rajtar & Franks 2010, pp. 220–221
40. ↑   «Willard Park». Museu Nacional da Marinha dos Estados Unidos. Naval History and Heritage Command. Consultado em 21 de janeiro de 2023